# Nick Heidfeld
Nick Heidfeld, né le 10 mai 1977 à Mönchengladbach, est un pilote automobile allemand. De 2000 à 2011, il participe à 183 Grands Prix de Formule 1, pour treize podiums inscrits.
Nick Heidfeld fait ses débuts en karting dans le milieu des années 1980. Repéré par l'ADAC, il remporte plusieurs titres et passe à la monoplace en 1994. Vainqueur de la catégorie 1 600 cm3 du championnat d'Allemagne de Formule Ford, puis de la catégorie 1 800 cm3 l'année suivante, Heidfeld termine troisième du championnat d'Allemagne de Formule 3 en 1996, avant d'être sacré champion l'année suivante. Pris sous l'aile de Mercedes, il intègre la Formule 3000 en 1998. Manquant le titre de justesse pour sa première année, il est sacré en 1999. Dans cette même période, il effectue ses premiers tests en Formule 1.
Nick Heidfeld fait ses débuts en Formule 1 en 2000 chez Prost Grand Prix, où il ne marque aucun point. Transféré chez Sauber, il se révèle en montant sur son premier podium. Snobé par McLaren qui lui préfère Kimi Räikkönen, Heidfeld reste chez Sauber, mais semble s'enliser dans le ventre mou du peloton, ne remontant plus sur le podium. Il rejoint Jordan, en pleine crise, pour la saison 2004 et marque quelques points. En 2005, l'Allemand signe avec BMW-Williams et parvient à décrocher trois podiums, sans pour autant gagner. En 2006, il rejoint BMW Sauber et réalise quelques places d'honneur, dont un podium. En 2007, Heidfeld se classe cinquième du classement général, notamment grâce à sa régularité à obtenir des points. L'année suivante est assez similaire avec une sixième place finale et quatre podiums récoltés, sans aucune victoire toutefois.
En 2009, l'écurie est sur le déclin et Heidfeld ne décroche qu'un seul podium, stagnant en milieu de tableau la plupart du temps. En 2010, l'Allemand décide de quitter l'équipe pour rejoindre Mercedes en tant que pilote de réserve, avant de passer chez Pirelli pour le développement des pneumatiques. Vers la fin de l'année, Sauber l'appelle pour les dernières courses de la saison, ce qui le fait gagner quelques points, chez une écurie qui n'est plus que l'ombre de celle qu'elle était précédemment. En 2011, Lotus Renault le recrute en tant que titulaire : malgré un podium, il est remercié à mi-saison. C'est la dernière saison du pilote allemand en Formule 1.
En 2012, Heidfeld se reconvertit en endurance et dans son championnat du monde avec Rebellion Racing, en participant à plusieurs manches de la saison. En 2013, malgré des moyens plus limités que ceux des constructeurs, Heidfeld termine huitième et vice-champion des American Le Mans Series. En 2014, Heidfeld termine dixième du championnat des Pilotes, tout en décrochant un podium en Formule E avec Venturi.

## Biographie

### Débuts en compétition automobile (1977-1999)

#### Premiers sacres en karting et en monoplace (1977-1997)
Né à Mönchengladbach en 1977, le jeune Nick Heidfeld fait une course de moto-cross à l'âge de cinq ans avec ses frères Tim et Sven, mais est victime d'un grave accident, au niveau du mollet, ce qui pousse ses parents à interdire tout contact entre leur fils et le sport automobile. Après un voyage au Nürburgring en 1984, le jeune Nick convainc ses parents de lever leur interdiction, et de faire ses débuts en karting,. Affilié au club de karting de Kerpen-Mannheim, aux côtés de Michael et Ralf Schumacher, en 1990, l'espoir allemand remporte la Ligue de Rhénanie-du-Nord-Westphalie, championnat régional de karting,. En 1991, Heidfeld rejoint l'ADAC, par le biais de son équipe de karting junior ; troisième du trophée ADAC, le jeune Allemand se qualifie pour les championnats d'Europe et du monde de karting,. Cinquième du championnat d'Allemagne de karting junior, il fait ses débuts en championnat du monde en 1993, lors d'une course à Laval,,.
En 1994, Nick Heidfeld décide d'arrêter le karting pour commencer la monoplace, débutant dans le championnat d'Allemagne de Formule Ford : engagé dans la catégorie 1 600 cm3, Heidfeld se montre sans partage, remportant huit des neuf courses de la saison, remportant ainsi sa catégorie,. L'année suivante, dans la catégorie 1 800 cm3, Nick Heidfeld remporte quatre victoires et termine sur le podium les autres courses, ce qui lui permet de dominer sa catégorie, et de terminer vice-champion de la Formule Ford allemande toutes catégories,. En 1996, Heidfeld rejoint Bertram Schäfer Racing au championnat d'Allemagne de Formule 3, dans lequel il termine troisième avec trois victoires, tout en finissant troisième des Masters de Formule 3. En 1997, Nick Heidfeld, toujours avec Bertram Schäfer Racing, se montre impérial toute la saison, qui commence avec une victoire aux 100 miles d'Hockenheim. Il remporte ensuite le Grand Prix de Monaco de Formule 3 avec un coup du chapeau (victoire, pole position, meilleur tour). Toujours engagé en Formule 3 allemande, Heidfeld est sacré champion avec cinq victoires en dix-huit courses, pour seulement quelques points devant Timo Scheider. Ces performances suscitent l'intérêt de Mercedes qui le prend sous son aile et lui offre ses premiers tests au volant d'une Formule 1 de McLaren-Mercedes.

#### Titre en Formule 3000 et pilote d'essais en Formule 1 (1998-1999)
En 1998, Heidfeld rejoint la Formule 3000 chez le West Junior Team, écurie junior de McLaren-Mercedes, qui le conserve comme pilote d'essais pour la saison ; en lutte avec Juan Pablo Montoya durant toute la saison, l'Allemand doit s'incliner dans la dernière course, après une erreur de son équipe qui ne lui met pas assez d'essence pour les qualifications : avec trois victoires, Heidfeld est vice-champion,. Mais en 1999, parallèlement à ses activités de pilote essayeur pour le compte de McLaren-Mercedes en Formule 1, Heidfeld se montre d'entrée, remportant la première course de la saison de Formule 3000 à Monza. Alors qu'une pénalité lui enlève sa victoire lors de la deuxième course, le protégé de Mercedes prend sa revanche à Barcelone en s'imposant. Au cours de l'année, Heidfeld participe avec Mercedes, aux 24 Heures du Mans 1999 : septième des qualifications, Heidfeld peut légitimement espérer un bon résultat mais lors de la course, le prototype, piloté par son coéquipier Peter Dumbreck, s'envole à plus de 300 km/h avant de terminer sa course folle dans un rail de sécurité.

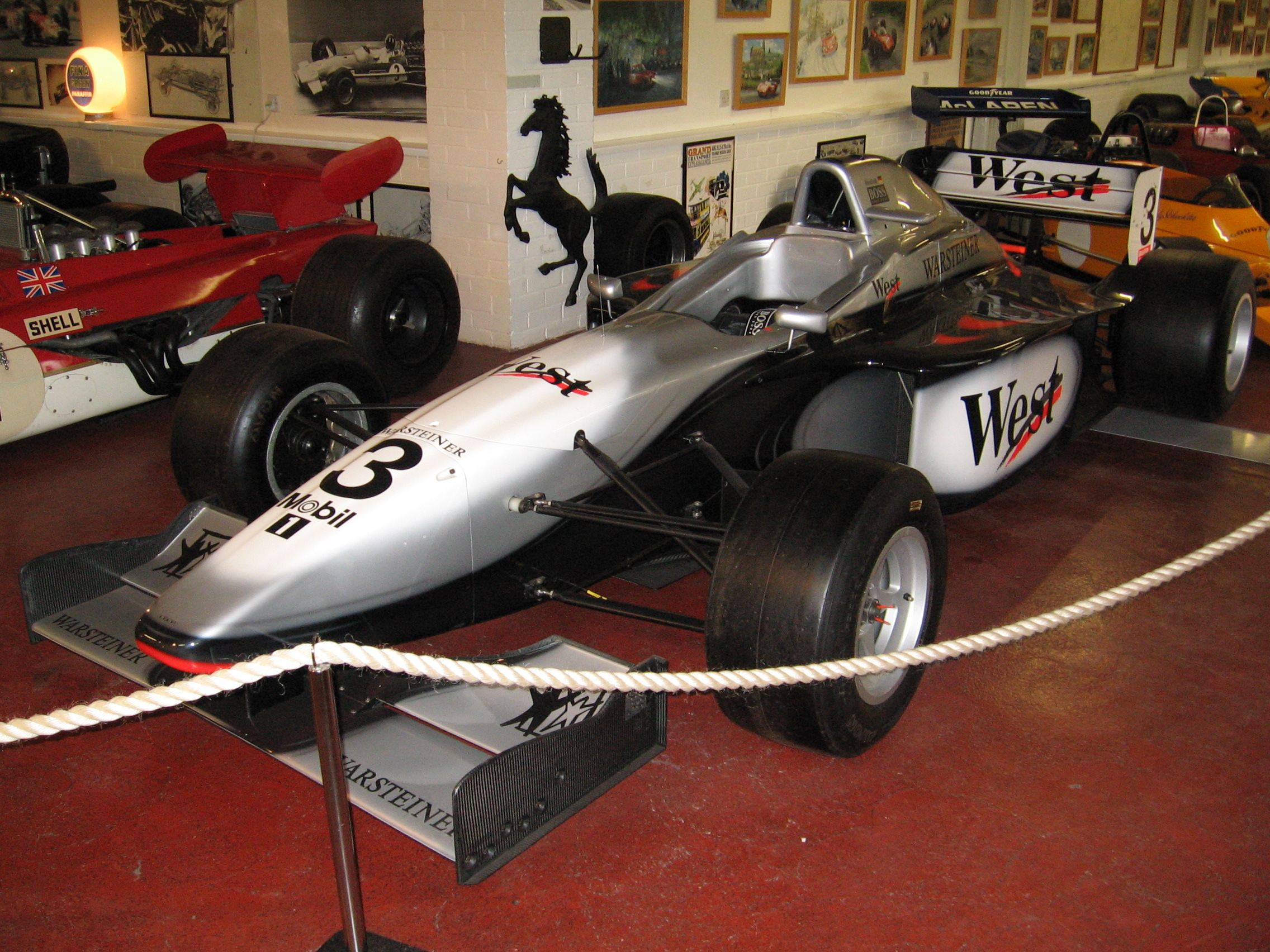
La Lola B99/50 de Nick Heidfeld, qui permet à l'Allemand de remporter le championnat international de Formule 3000 1999.

Malgré cette déception aux 24 Heures du Mans, les très satisfaisantes performances en Formule 3000 font espérer à Heidfeld un volant de titulaire pour la saison 2000 de Formule 1. Sa troisième victoire de la saison, à Magny-Cours, le fait prendre le large encore un peu plus au championnat. Début juillet, Heidfeld se trouve en négociations avancées pour remplacer Damon Hill chez Jordan Grand Prix pour le reste de la saison 1999, en cas de retraite du champion du monde. Peu après, Ron Dennis confirme ces discussions et annonce qu'il est prêt à libérer son jeune pilote pour qu'il aille chez Jordan. Finalement, Damon Hill décide de rester chez l'écurie irlandaise pour le reste de la saison, mettant un terme aux espoirs du protégé de Mercedes. En rien déstabilisé par cette nouvelle, l'Allemand se rapproche du titre en Formule 3000, avec une nouvelle victoire à Spielberg. Sur l'Hungaroring, Heidfeld parvient à terminer sur le podium, ce qui lui assure, à deux courses de la fin du championnat, le titre de champion intercontinental de Formule 3000. Ce titre attire la convoitise de Prost Grand Prix qui lui propose des tests sur le circuit de Silverstone. Une semaine après ces tests concluants, Nick Heidfeld signe chez l'écurie française pour la saison 2000. En Formule 3000, Nick Heidfeld remporte le championnat avec quatre victoires en neuf courses, et quasiment le double de points que son dauphin Jason Watt (59 contre 30). En plus de ce titre en Formule 3000, Nick Heidfeld bénéficie d'une grande expérience des Formule 1, ayant effectué environ 10 000 km avec des McLaren de 1997 à 1999, lors d'essais privés, loin de la pression médiatique. En décembre, il participe aux essais d'après-saison de Formule 1 avec Prost Grand Prix et effectue le deuxième temps, devançant son coéquipier Jean Alesi de plus d'une seconde.

### Carrière en Formule 1

#### Les débuts difficiles en Formule 1 chez Prost Grand Prix (2000)
Au sein de l'écurie française Prost-Peugeot, Nick Heidfeld vit des essais de pré-saison très compliqués se battant avec la Scuderia Minardi pour échapper à la dernière place, ce qui provoque l'inquiétude du pilote allemand qui déclare : « Nous ne pouvons pas aller à Melbourne comme ça. »,. En Australie, pour le premier Grand Prix de sa carrière, Nick Heidfeld se qualifie en milieu de grille devant son coéquipier Jean Alesi, mais percute au départ Marc Gené mais les deux voitures peuvent continuer, toutefois, l'Allemand peine à trouver le rythme, et termine neuvième, à deux tours du vainqueur. Au Brésil, l'Allemand subit de nombreux problèmes techniques lors des essais libres et des qualifications : c'est un problème moteur qui achève le calvaire du pilote débutant dans les premiers tours de course. À Saint-Marin, Heidfeld réalise une mauvaise qualification et doit s'élancer de la dernière position : lors du tour de formation, la Prost AP03 ne démarre pas et l'Allemand est remorqué illégalement par son équipe dans les stands ; recevant une pénalité pour cette illégalité, le pilote Prost abandonne durant la course après un problème hydraulique. En Grande-Bretagne, parti de la 17e position après un problème moteur à la fin de son tour, Heidfeld perd trois places dans le premier tour et se retrouve distancé durant toute l'épreuve, avant que le moteur n'achève la course du pilote allemand à quelques tours de l'arrivée. En Espagne, l'Allemand vit une nouvelle course très compliquée : parti 19e, Heidfeld ne parvient jamais à trouver le rythme, ce qui le fait terminer seizième, à trois tours du vainqueur du jour.

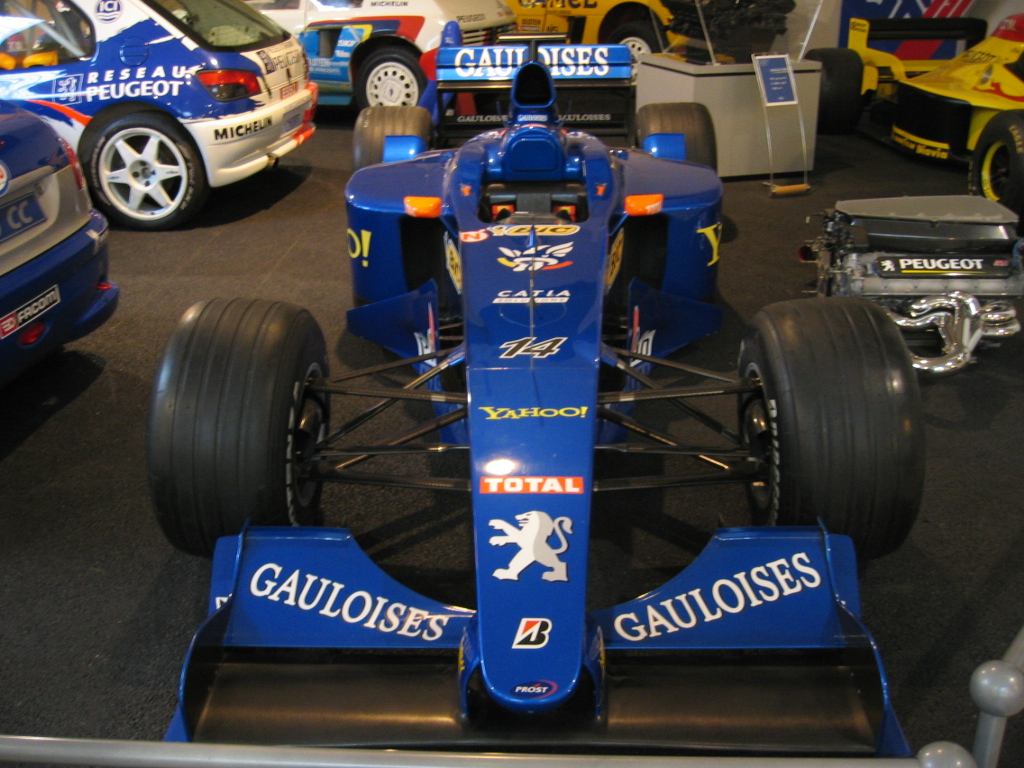
La Prost AP03 avec le récalcitrant moteur Peugeot à droite.

Au Nürburgring, Heidfeld parvient à réaliser le treizième temps des qualifications, ce qui constitue alors son meilleur résultat dans la discipline. Toutefois, la Prost AP03 de l'Allemand affiche un poids de 598 kg au lieu des 600 minimum, conformément à la réglementation, ce qui l'exclut des qualifications, avant qu'un communiqué de la Fédération internationale de l'automobile n'autorise le pilote débutant à prendre le départ de la course. L'équipe assume entièrement l'erreur et ne décide pas de faire appel, Heidfeld, pour sa part, se déclare « très triste » d'être disqualifié devant le public allemand et alors qu'il avait réalisé sa meilleure qualification. À Monaco, Heidfeld tape violemment lors des essais, et sort de la piste durant les qualifications : aidé par un commissaire de piste (action illégale), l'Allemand décide d'abréger sa séance pour éviter une disqualification : alors que l'équipe entière ne tarit pas d'éloges sur Jean Alesi, auteur d'un tour excellent qui le place en septième place, l'Allemand déçoit avec sa 18e position. En course, après un début de course très compliqué, Heidfeld remonte dans le classement et profite des nombreux abandons pour franchir la ligne d'arrivée en huitième position, ce qui constitue le meilleur résultat de l'équipe cette saison, mais Prost n'en tire pas un grand mérite, et comptait sur Alesi, abandonnant sur un problème de transmission pour décrocher quelques points. Au Canada, Heidfeld fracasse une nouvelle fois sa voiture contre le mur d'un circuit qu'il découvre. Parti en fond de grille, l'Allemand effectue un bon départ et se trouve en lutte avec Jenson Button avant d'abandonner à mi-course d'un problème moteur.
À Magny-Cours, avec l'arrivée du nouveau moteur Peugeot et des essais très satisfaisants, la déception est grande en qualification pour les pilotes Prost : Heidfeld est 16e, deux places devant son coéquipier Alesi ; l'Allemand avoue qu'il s'attendait à une meilleure séance de qualifications et déclare que la voiture était bien équilibrée. En course, les performances sont meilleures que les courses précédentes mais loin des attentes de Prost, Heidfeld termine douzième, malgré un contact avec Giancarlo Fisichella et, pour la première fois de la saison, les deux voitures voient l'arrivée avec Alesi en quatorzième position. En Autriche, malgré quelques soucis de boîte de vitesses, Nick Heidfeld parvient à se qualifier en treizième position, quatre rangs devant son coéquipier. En course, les deux pilotes se retrouvent roue dans roue au quarante-deuxième tour : Alesi tente alors de doubler son coéquipier, mais les deux voitures s'accrochent et abandonnent. Cet accrochage marque un tournant de la saison chez Prost et prend de grandes proportions. Si Alain Prost « préfère ne rien dire », les deux pilotes se rejettent mutuellement la faute, tandis que Jacques Villeneuve critique vivement le débutant allemand : « Il conduit comme en F3000 quand il envoyait tout le monde dans l'herbe. On ne peut pas accepter ça surtout de la part d'un pilote qui lutte pour la quinzième place. ». Les deux pilotes Prost sont convoqués par la direction de course pour s'expliquer quant à leur accident. Le directeur sportif John Walton, pour défendre ses pilotes, explique que Heidfeld a reçu l'ordre par radio de laisser passer Alesi, plus rapide que lui et devant effectuer un arrêt aux stands mais que la radio était défectueuse. Les commissaires de course ne prennent finalement aucune sanction contre Alesi et Heidfeld. Toutefois, les relations entre les deux équipiers se dégradent car Heidfeld prétend qu'Alesi ne voulait pas le laisser alors qu'il était une demi-seconde plus lent que lui, ce que le pilote français dément : « [Heidfeld] est un garçon impertinent et il ne devrait pas être autorisé à parler de moi comme ça. Je l'ai toujours aidé, comme il est normal de le faire entre un pilote expérimenté et un débutant. Il m'avait déjà touché au Grand Prix de France et en Autriche, il est allé plus loin. Et où a-t-il rêvé qu'il était plus rapide que moi d'une demi-seconde ? ».

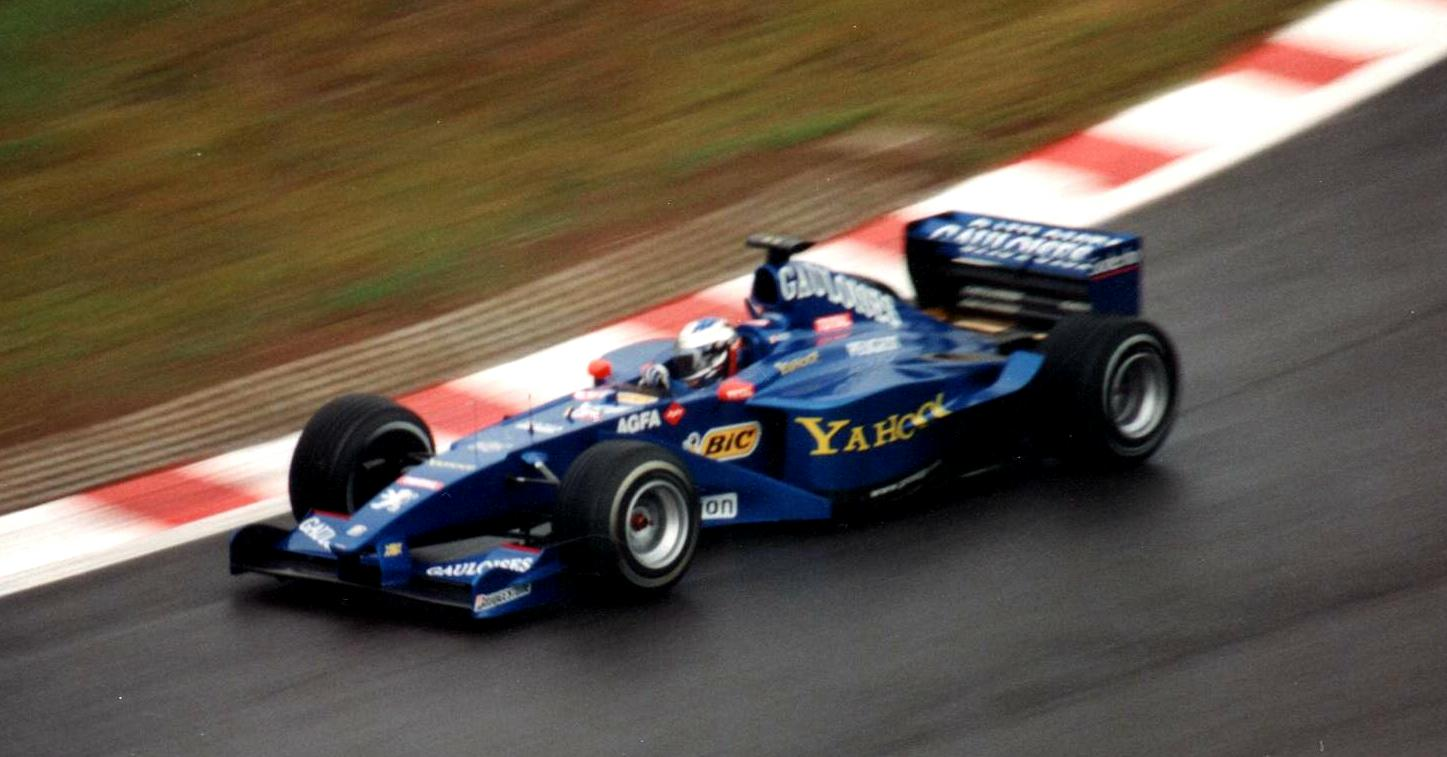
La Prost AP03 au Grand Prix de Belgique.

En Allemagne, dans un climat difficile chez Prost, mais devant son public et sous des conditions instables, Heidfeld parvient à se qualifier en treizième position, alors qu'Alesi n'est que vingtième, de plus en plus en difficulté avec la Prost AP03, au contraire de son coéquipier. En course, Heidfeld se retrouve seizième, mais profite des abandons successifs de ses concurrents, prenant la dixième place avant d'abandonner au quarantième tour à cause d'un problème électrique mais est toutefois classé douzième pour avoir effectué plus de 90 % de la distance de course. En Hongrie, le pilote allemand se trouve en difficulté avec sa voiture durant les essais et décide de piloter la voiture de réserve en qualifications, ce qui lui permet d'obtenir le 19e temps, espérant qu'il pourra peaufiner les réglages de cette voiture par la suite. En course, avec une voiture « nettement meilleure que pendant toutes les séances d'essais », Heidfeld se hisse en quinzième position, mais doit abandonner lors de son premier arrêt aux stands, ne pouvant plus redémarrer la voiture qui souffrait d'un problème de batterie. En Belgique, alors que les rumeurs sur l'avenir d'Heidfeld et de Prost Grand Prix vont bon train, le pilote allemand parvient à faire abstraction des rumeurs pour signer le quatorzième temps des qualifications. Sur une piste très humide, le pilote Prost parvient à conserver sa position, mais doit abandonner au douzième tour après un problème de boîte de vitesses. Peu après cette nouvelle course compliquée et comme les rumeurs l'annonçaient depuis quelque temps, Nick Heidfeld et Peter Sauber trouvent un accord pour un contrat de trois ans au sein de l'écurie éponyme,. Le Grand Prix d'Italie s'annonce compliqué pour l'équipe qui ne s'attend pas à grand-chose : lors des qualifications, les résultats leur donnent raison avec Alesi en dix-neuvième position et Heidfeld juste derrière, ne devançant que les Minardi. Après un terrible carambolage au départ, Heidfeld se retrouve à une surprenante neuvième position mais ne peut pas tenir le résultat : avec un moteur supposé défaillant par le pilote et l'arrière de la voiture très instable, il abandonne après un tête-à-queue, ayant glissé sur une tache d'huile venant du carambolage du départ.
Aux États-Unis, sur un nouveau tracé, Heidfeld se montre plutôt à son aise, enchaînant les tours et pointant en milieu de tableau au contraire de son coéquipier qui récolte les problèmes mécaniques. En qualifications, il signe le seizième temps, devant son coéquipier qui accumule les ennuis. Plus compétitive sur la pluie, les Prost AP03 remontent dans le classement : si Alesi abandonne, Heidfeld parvient à terminer neuvième, à un tour du vainqueur : l'Allemand déclare que « c'est bien de terminer une course à nouveau » mais admet qu'il ne peut pas être heureux de ce résultat qui ne lui rapporte aucun point. Le novice explique que l'équilibre de sa voiture s'est dégradé après son second arrêt aux stands et a souffert de sous-virage. Au Japon, Heidfeld termine seizième des qualifications juste devant Jean Alesi : les deux pilotes décrient le manque d'évolutions et de développement de la Prost AP03 en cette fin de saison. En course, Nick Heidfeld stagne dans la deuxième moitié de classement : sa course s'achève prématurément sur un problème de suspension. Pour le dernier Grand Prix de la saison, en Malaisie, Nick Heidfeld se qualifie à une lointaine 19e place, derrière son coéquipier. La course s'achève dès le premier tour pour l'Allemand, à l'issue d'une collision avec Pedro Diniz et Pedro de la Rosa : « Je suis resté coincé entre deux voitures et je n'avais pas de place pour éviter la collision. » déclare-t-il à la fin de la course,.
Nick Heidfeld rejoint donc l'équipe suisse Sauber en avouant qu'il ne s'attendait pas à ce que sa première année dans la discipline-reine du sport automobile soit « aussi mauvaise ». Il termine 20e du championnat des Pilotes sur 23 engagés, devant son coéquipier Jean Alesi, 22e, avec pour meilleur résultat, une huitième place à Monaco ; l'écurie Prost Grand Prix termine dernière du championnat avec aucun point. Aux essais d'après-saison avec Sauber, Nick Heidfeld se montre à son avantage, pointant en haut de la feuille des temps à plusieurs reprises,.

#### Premiers points et premier podium chez Sauber (2001)
Passé chez Sauber, une écurie censée être bien plus compétitive que Prost, pour la saison 2001, Nick Heidfeld se montre aux avant-postes lors des essais de pré-saison à plusieurs reprises et établit même le record du tour du circuit du Mugello, l'une des bases de la Scuderia Ferrari,. Pour l'ouverture de la saison, en Australie, le pilote allemand sort de la piste en essais libres : Michael Schumacher, en pleine amélioration et surpris par cette sortie, tente d'éviter la Sauber C20 de son compatriote, mais fait un passage par les graviers et fait un tête-à-queue. En qualifications, le pilote Sauber surprend en parvenant à décrocher le dixième temps des qualifications, tandis que son coéquipier débutant Kimi Räikkönen se trouve treizième. En course, Heidfeld profite des abandons d'adversaires bien classés et réalise plusieurs dépassements ce qui lui permet de terminer cinquième et d'accrocher ses premiers points. Toutefois, Sauber se plaint à la direction de course d'un dépassement d'Olivier Panis sur leur pilote allemand, sous les drapeaux jaunes (ce qui est interdit) : le pilote français est pénalisé de 25 secondes et Heidfeld termine quatrième avec trois points, alors que son coéquipier Räikkönen entre dans les points pour sa première course, en sixième position. Onzième aux qualifications du Grand Prix de Malaisie, la course s'achève dès le troisième tour pour le pilote allemand : Jacques Villeneuve sort de la piste et emmène avec lui dans les graviers Enrique Bernoldi et Heidfeld, qui doivent tous trois, abandonner. Neuvième des qualifications au Brésil, le pilote allemand réalise une course sage, remontant peu à peu, et profitant des problèmes des Jordan pour passer de la cinquième à la troisième position, décrochant son premier podium en Formule 1, à un tour toutefois de David Coulthard et Michael Schumacher,. Devancé par son coéquipier en qualifications, Nick Heidfeld reprend le dessus grâce à un problème de direction pour le Finlandais, mais il échoue à la porte des points, en septième place. En Espagne, malgré des essais libres où les deux Sauber se battent pour les meilleurs temps, elles doivent finalement se contenter en qualifications de la neuvième et de la dixième place. Visant une nouvelle arrivée dans les points, il gagne deux places au départ, puis une troisième avec l'abandon de Ralf Schumacher : évoluant en septième position, il parvient à décrocher le point de la sixième place avec l'abandon du leader de la course, Mika Häkkinen dans le dernier tour,.

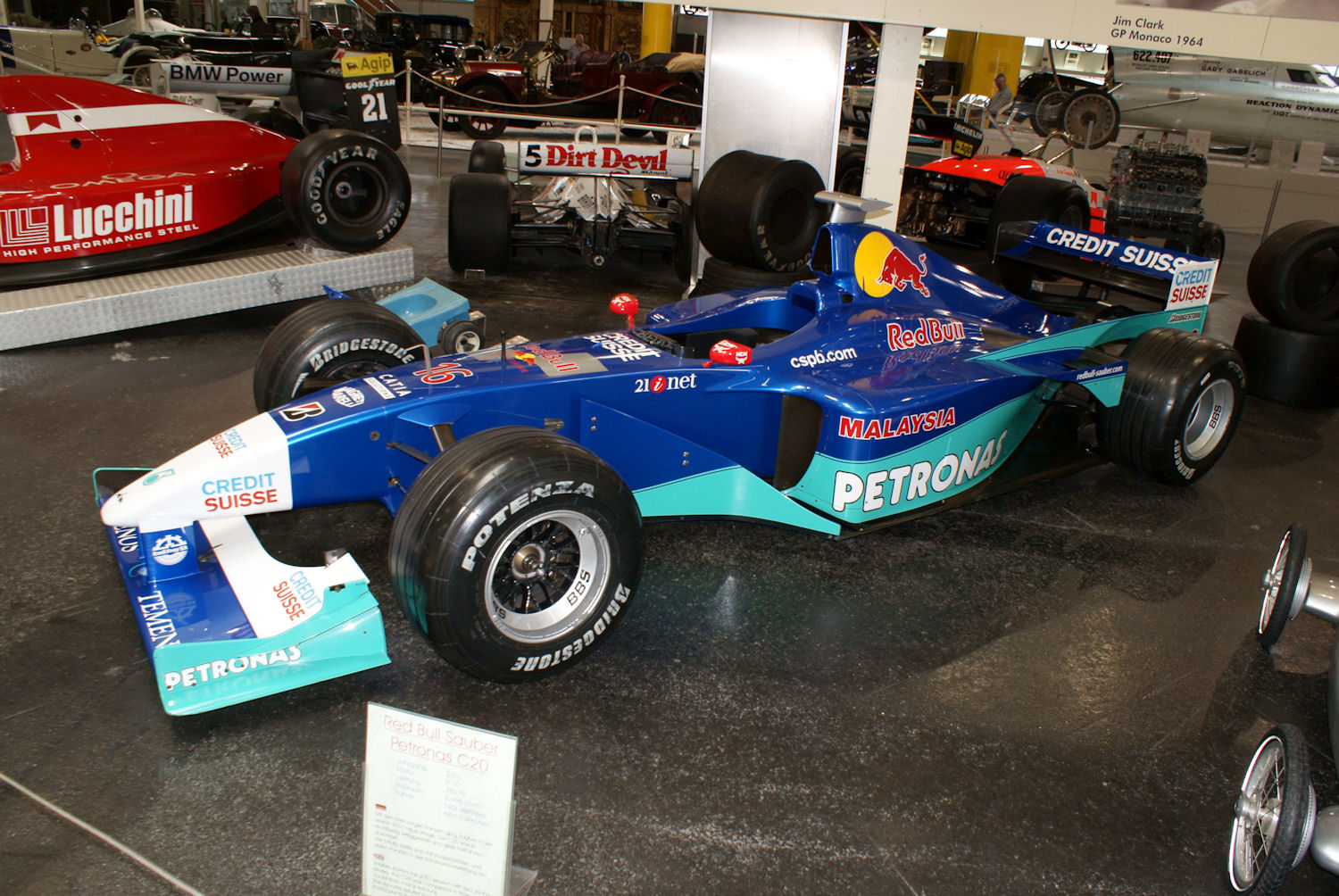
La Sauber C20 de Nick Heidfeld au Musée automobile et technologique de Sinsheim.

En Autriche, Nick Heidfeld réalise sa meilleure qualification avec le sixième meilleur temps. Malheureusement, le pilote Sauber n'a pas le loisir de profiter de sa bonne position, avec un problème d'allumage au départ : forcé de s'élancer de la voie des stands, l'Allemand démarre alors que les autres pilotes ont déjà bouclé deux tours : dans une course dépourvue du moindre intérêt pour lui, il parvient à remonter à la neuvième place, aidé par les multiples abandons. À Monaco, les Sauber pointent dans les dernières places lors des qualifications ; en course, Nick Heidfeld monte sur l'une des roues de l'Arrows A22 de Jos Verstappen et va s'écraser contre les barrières de sécurité. Après deux courses décevantes, Heidfeld veut absolument retrouver les points pour se remettre en confiance. Onzième en qualification, soit quatre rangs derrière son coéquipier, Nick Heidfeld voit de nouveau la malchance s'abattre sur lui quand Eddie Irvine tente un dépassement impossible sur le pilote allemand, qui abandonne tout comme le pilote irlandais,. Cet accident manque d'avoir des conséquences sur le prochain Grand Prix pour Heidfeld, qui après quelque temps d'incertitudes liées à la condition physique du pilote, est confirmé pour le Grand Prix d'Europe par Peter Sauber, puis par les médecins de la FIA,. Qualifié dixième, juste derrière son coéquipier débutant, Heidfeld passe une grande partie de l'épreuve en huitième position, mais percute Jean Alesi en fin de course et doit abandonner peu après, à cause de la transmission, cassée dans l'accident. En France, le pilote Sauber se qualifie en neuvième position, ce qui fait espérer à l'Allemand, des points qui lui échappent depuis quatre courses. À l'issue d'une course sage et maîtrisée, Heidfeld termine sixième de la course, à un tour du vainqueur et juste devant son coéquipier, décrochant le dernier point mis en jeu. En Grande-Bretagne, parti neuvième, Nick Heidfeld est en lutte avec Heinz-Harald Frentzen durant une majeure partie de la course pour le point de la sixième place, lutte dont le pilote Sauber sort vainqueur. En Allemagne, après des qualifications satisfaisantes (septième place), Nick Heidfeld, devant son public, est envoyé à l'abandon dans les premiers virages de la course par Pedro de la Rosa qui assume directement son erreur : « Nous faisons tous des erreurs. Aujourd'hui, c'était à mon tour. »,. Heidfeld estime, lui, avoir perdu de précieux points, et aussi un possible podium dans cet accident.
En Hongrie, malgré quelques « petites erreurs », Heidfeld signe le septième temps des qualifications. Au départ, le pilote allemand évite l'accrochage avec Jarno Trulli de justesse : conservant sa septième position durant une grande partie de la course, il prend la sixième place à son coéquipier Räikkönen à la faveur des arrêts aux stands et prend ensuite un écart important sur le jeune Finlandais pour s'assurer le point de la sixième place. Peu après cette course, les dirigeants de Sauber font part de leur envie de garder Heidfeld et Räikkönen pour la saison 2002. Au Grand Prix de Belgique, après des qualifications difficiles, Heidfeld prend un départ moyen et conserve sa position ; à la suite du grave accident de Luciano Burti, envoyé à 300 km/h vers un mur de pneus, la course est arrêtée, et un deuxième départ est pris : cette fois, Heidfeld est percuté par Jos Verstappen, ce qui l'amène à s'accrocher avec Pedro de la Rosa, qui touche également Juan Pablo Montoya, les quatre pilotes doivent abandonner. Après l'annonce de la retraite de Mika Häkkinen chez McLaren-Mercedes, plusieurs noms sont avancés pour lui succéder dont celui de Nick Heidfeld, ancien pilote essayeur de l'équipe et protégé de Mercedes : finalement, c'est le coéquipier de celui-ci, Kimi Räikkönen, qui est choisi par l'équipe de Ron Dennis, jugé plus talentueux qu'Heidfeld, alors que ce dernier est mieux classé que le Finlandais au championnat, ce qui surprend l'Allemand, qui aurait pu être promu chez McLaren mais qui reste donc chez Sauber pour la saison prochaine. En Italie, malgré une prometteuse huitième place en qualifications, la Sauber C20 de l'Allemand subit un problème hydraulique au tour de formation et doit s'élancer de la voie des stands : il termine onzième. Aux États-Unis, Heidfeld signe le sixième temps des qualifications, convaincu qu'il aurait pu être cinquième. Compétitif durant tout le week-end, le pilote allemand termine uniquement sixième, alors qu'il s'attendait à un meilleur résultat, la faute notamment à une stratégie manquée et le fait d'avoir été bloqué derrière plusieurs pilotes durant la course,,. Début octobre, Ron Dennis, directeur de McLaren, déclare que Heidfeld pourrait, à l'avenir, rouler dans son équipe, malgré la décision prise de recruter Räikkönen. Aux essais libres du Grand Prix du Japon, le pilote Sauber sort indemne d'un terrible accident, dont son équipe le juge responsable. Dixième des qualifications, Heidfeld prend un mauvais départ et perd plusieurs positions ; au cinquième tour, Jean Alesi et Kimi Räikkönen s'accrochent violemment ; Heidfeld, juste derrière, parvient à éviter les roues en perdition et à continuer sa course, assez discrète, qui se terminera en onzième position. À la fin de saison, il est opéré du nez avec succès : le pilote allemand s'était plaint à plusieurs reprises de difficultés pour respirer en même temps que piloter.
Avec une voiture bien plus compétitive que l'an passé, Nick Heidfeld se classe huitième du championnat du monde 2001 avec un podium, devant son coéquipier Kimi Räikkönen, pourtant promu chez McLaren ; l'écurie Red Bull Sauber Petronas termine, quant à elle, quatrième du championnat des Constructeurs.

#### Deuxième saison chez Sauber et places d'honneur (2002)

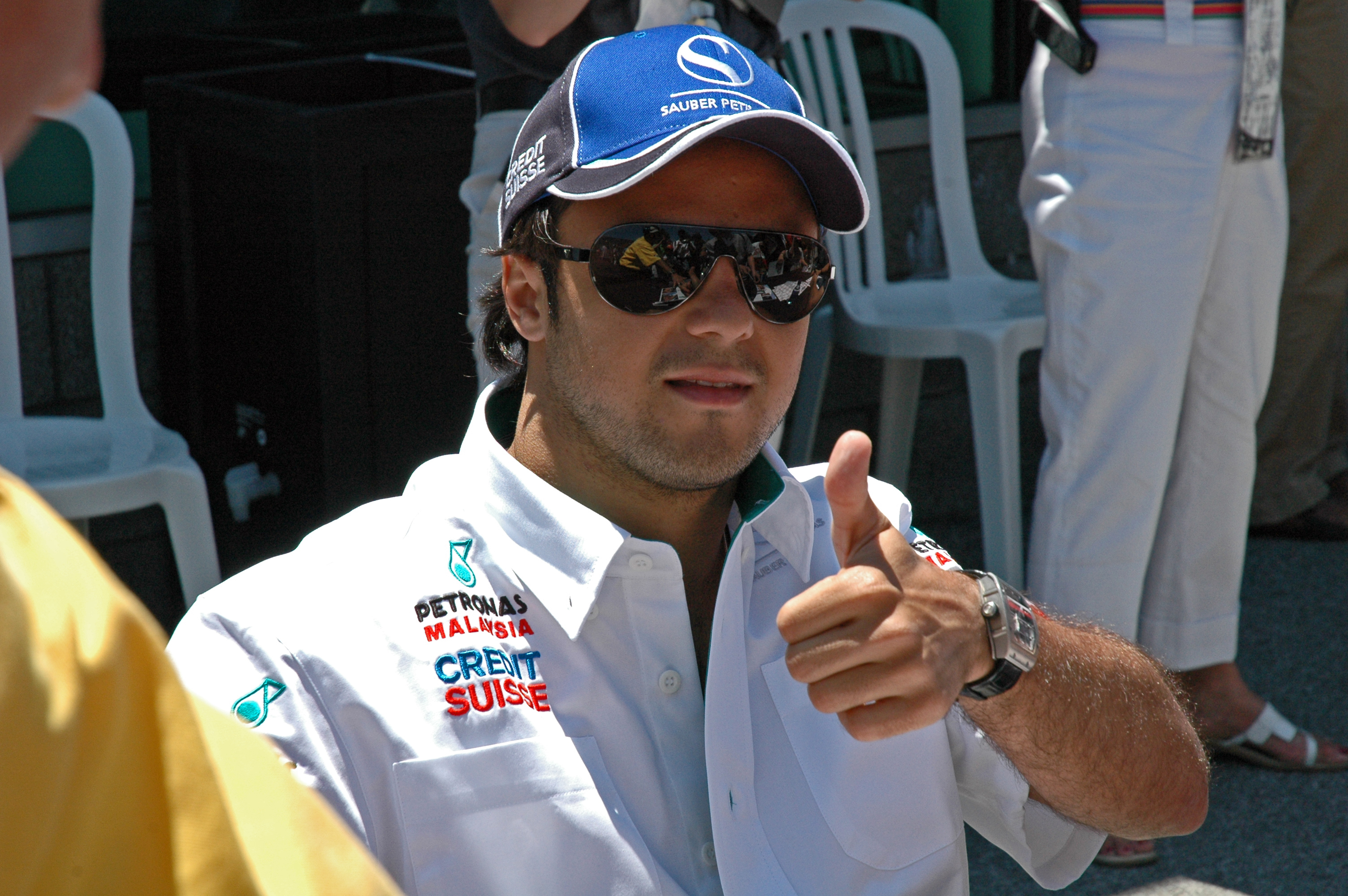
Dès ses premières courses, le prometteur Felipe Massa se montre en lutte avec son coéquipier Heidfeld.

Toujours chez Sauber pour la saison 2002, Nick Heidfeld reçoit un nouveau coéquipier débutant comme la saison précédente, Felipe Massa, tenant du titre en Euro Formule 3000. Avant même les essais de pré-saison, Nick Heidfeld se montre très optimiste concernant la nouvelle Sauber C21. Lors de ces essais, la monoplace suisse confirme les espoirs de son pilote, menant l'Allemand à dominer plusieurs sessions à Barcelone puis à Valence,, mais qui préfère « garder les pieds sur terre ». Qualifié en dixième position derrière son coéquipier pour le premier Grand Prix de la saison, la course du pilote allemand s'achève dès le premier virage, dans le carambolage impliquant huit voitures, provoqué par Ralf Schumacher et Rubens Barrichello : toutefois, le pilote Sauber se sent en partie responsable de l'accident, dans le fait qu'il n'ait pas pu éviter la Jordan EJ12 de Giancarlo Fisichella alors que c'était possible. En Malaisie, Heidfeld se qualifie en septième position, restant convaincu qu'il pouvait faire mieux après cette qualification « frustrante ». Un bon départ le fait jaillir en cinquième position, qu'il gardera au terme de la course, juste devant son coéquipier Massa, qui marque un point : malgré un tour de retard, cette double entrée dans les points fait renaître de la confiance dans l'équipe suisse, aussi bien du côté de la fiabilité que du côté de la vitesse de la C21. Au Brésil, qualifié en neuvième position, lors du warm up, Heidfeld ne voit pas les drapeaux jaunes, annonçant un accident, il perd le contrôle de sa voiture et fracasse la portière de la voiture médicale qui venait tout juste de s'ouvrir, manquant de peu la tragédie de percuter la personne qui sortait de la voiture,. En course, en lutte pour les points, il doit abandonner dans les derniers tours d'un problème de freins.
À Imola, Heidfeld se qualifie en septième position, ce qui lui donne pour objectif, des points en course. Toutefois, Heidfeld vit un véritable calvaire en course dans les stands : lors de son premier arrêt, il entre dans la voie des stands mais les mécaniciens ne l'attendaient pas ; trois tours plus tard, il s'arrête normalement ; il est ensuite pénalisé d'un passage par les puits pour excès de vitesse lors de son dernier arrêt, avant de repasser ensuite pour un arrêt normal, ce qui le fait terminer à une dixième place finale. En marge du Grand Prix d'Espagne, le pilote allemand explique qu'il est ouvert à toute discussion avec des équipes de pointe. En qualifications, le pilote Sauber effectue le huitième temps, ce qui le satisfait pleinement. En course, Heidfeld se trouve en lutte pour les points durant toute l'épreuve et termine quatrième, aidé par les défaillances des Renault R202 dans la dernière partie de course. Alors qu'il dément sa prochaine arrivée chez Toyota, le pilote Sauber signe le cinquième temps des qualifications, ce qui constitue sa meilleure performance dans cet exercice. En course, il parvient à se maintenir en cinquième position, mais, à mi-course, le pilote allemand freine trop fort alors que ses freins sont encore trop froids : il perd le contrôle de sa voiture et percute violemment la Jordan de Takuma Satō,. Après avoir passé quelques tests pour déterminer leur condition physique à la suite de leur accident, les deux pilotes sont déclarés aptes pour le Grand Prix de Monaco. Toutefois le week-end est très compliqué pour l'Allemand : 17e en qualifications, il finit à deux tours du vainqueur en huitième position, tandis que Jarno Trulli l'accuse d'avoir perdu le podium parce qu'il le bloquait pendant vingt tours. Après des essais libres très difficiles au Canada, Heidfeld se rassure en signant le septième temps en qualifications. La course est un désastre pour lui : l'équipe connaît un problème de logiciel, et les limitateurs de vitesse dans les stands ne fonctionnent plus : Heidfeld et Massa sont pénalisés d'un nouveau passage par la voie des stands ; durant sa pénalité, Heidfeld est de nouveau trop rapide et reçoit une pénalité d'un passage obligatoire par les puits additionné à un arrêt de 10 secondes ; une fois ces pénalités effectuées, Heidfeld est douzième. Au Nürburgring, Heidfeld, parti neuvième avec pour objectif de ramener quelques points, effectue un départ très moyen qui « gâche [s]a course » selon lui ; il termine finalement septième, à la porte des points, derrière son coéquipier Felipe Massa.

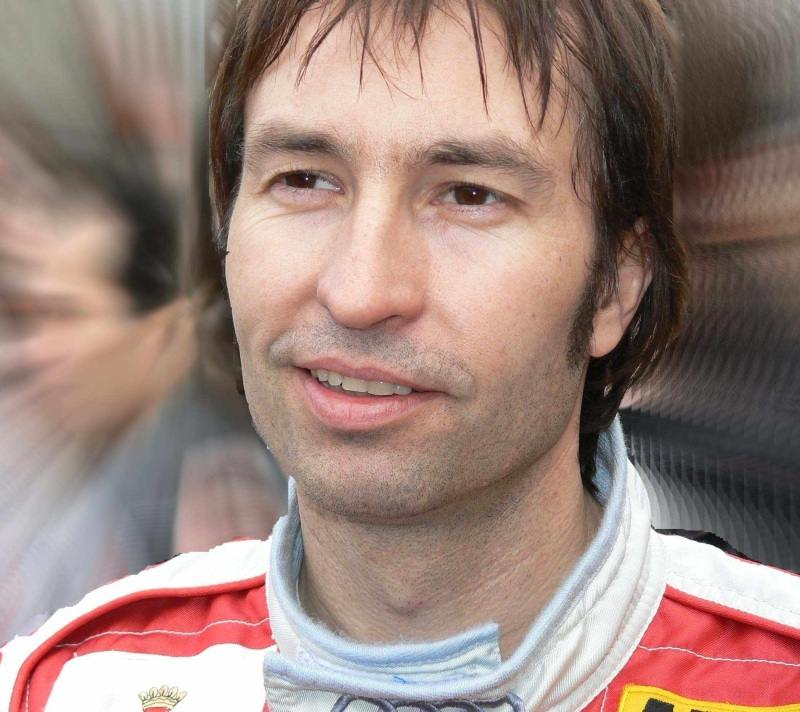
Heinz-Harald Frentzen devient l'équipier de Nick Heidfeld le temps du Grand Prix des États-Unis 2002, remplaçant Felipe Massa, pénalisé pour ses actions dangereuses en course.

À Silverstone, Nick Heidfeld signe le dixième temps, gêné selon lui et son écurie par Juan Pablo Montoya lors de son tour rapide. Au terme d'une course compliquée à cause d'une Sauber C21 relativement lente mais de plusieurs batailles dans le peloton avec d'autres pilotes, le pilote allemand termine sixième, décrochant le dernier point mis en jeu. En France, Heidfeld, heureux de s'être qualifié dixième, termine à la porte des points, handicapé durant toute la course par des problèmes électroniques. En marge de son Grand Prix national, Heidfeld déclare qu'il est plus que probable qu'il reste chez Sauber pour la saison 2003. Le lendemain, c'est Peter Sauber qui dit que le pilote allemand devait toujours évoluer sous les couleurs de l'équipe suisse, conformément au contrat de trois ans signé par les deux parties fin 2000. Dixième des qualifications, Heidfeld bénéficie des consignes d'équipe qui suggèrent à Massa de « faire la bonne chose », ce qui voulait dire de laisser passer son coéquipier, qui était plus rapide que lui : toutefois, en fin de course, les rapports s'inversent mais Sauber ne donne pas de consigne au pilote allemand qui conserve le point de la sixième position,. En Hongrie, le pilote allemand vit un week-end assez mitigé avec un mauvais départ qui lui fait perdre plusieurs positions, et n'atteint le neuvième rang que grâce aux déboires de Juan Pablo Montoya et Jenson Button. En accord avec ce qu'il disait précédemment, Peter Sauber confirme officiellement Heidfeld en tant que titulaire, avec pour coéquipier l'expérimenté Heinz-Harald Frentzen qui remplace le fougueux Felipe Massa. En Belgique, les Sauber sont distancées de leurs adversaires et ne devancent que les modestes Minardi en qualifications. La course n'est pas meilleure et Heidfeld termine dixième sur douze pilotes classés, dominé globalement par son coéquipier qui abandonne sur un problème moteur. En Italie, les Sauber sont encore en fond de grille avec Heidfeld en quinzième position, derrière Massa. Au départ, Heidfeld gagne quatre places et évolue en huitième place par la suite ; malheureusement, une mauvaise stratégie à deux arrêts le fait reculer à la dixième place, perdant ainsi ses derniers espoirs de bien figurer. Aux États-Unis, Sauber décide de remplacer Massa, pénalisé de dix places à la suite d'un accident, par Heinz-Harald Frentzen qui pilotera pour l'équipe la saison prochaine. Dans une course sans histoires et anonyme, Heidfeld, parti dixième, termine cette course au neuvième rang, à un tour du vainqueur, et un d'avance sur son coéquipier qui prend ses marques au sein de l'écurie. Au Japon, parti douzième, le pilote allemand profite des abandons pour se classer septième sur dix, au volant d'une Sauber C21 qui ne reçoit plus d'évolutions, et qui perd du terrain comparé à ses rivales.
Nick Heidfeld termine la saison 2002 à la 10e place du championnat des Pilotes, avec quasiment le double de points que son équipier Felipe Massa, 14e ; Sauber Petronas se classe cinquième chez les Constructeurs.

#### Dernière saison chez Sauber sur la pente descendante (2003)

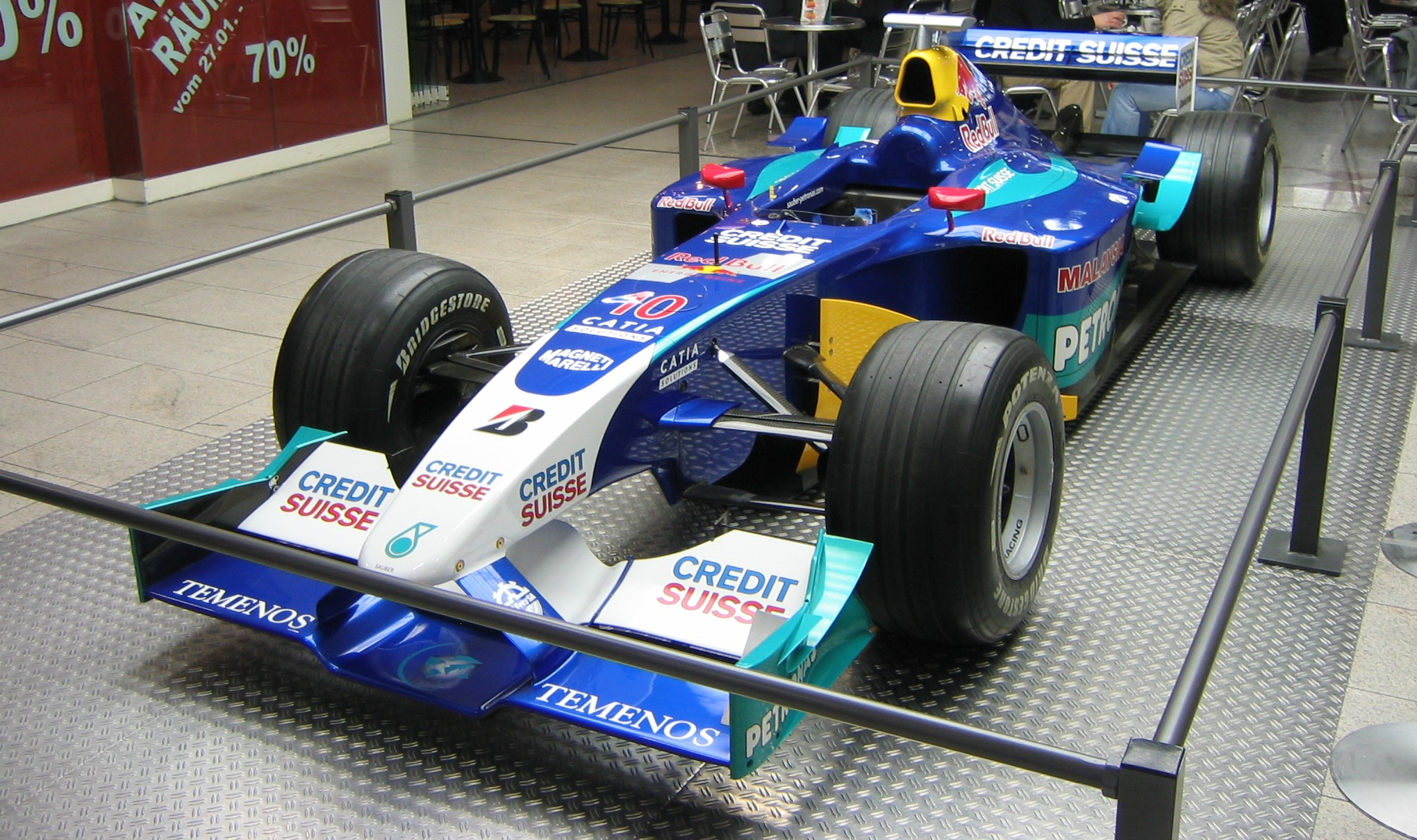
La Sauber C22 de Nick Heidfeld et Heinz-Harald Frentzen de la 2003.

Conservé par Sauber pour une troisième saison consécutive, Nick Heidfeld a pour coéquipier l'un des pilotes les plus expérimentés du plateau, son compatriote Heinz-Harald Frentzen, avec qui il partagera le volant des deux Sauber C22, qui est étrennée pour la première fois en essais par le premier nommé. Aux essais de pré-saison, l'Allemand fait partie de ces pilotes qui critiquent ouvertement le nouveau système HANS, créé pour prévenir un traumatisme du rachis cervical, dit « coup du lapin », en cas de choc frontal violent, avec lequel il dit « ne pas pouvoir piloter ». En Australie, discrète aux essais de pré-saison, la Sauber surprend agréablement en qualifications avec la quatrième place de Frentzen et la septième d'Heidfeld. Malgré un bon début de course, l'Allemand se trouve en difficulté quand il doit piloter une voiture chargée en essence ; il doit finalement abandonner d'un problème de suspension,. Sixième en qualifications du Grand Prix de Malaisie et confiant quant à ses chances de bien figurer en course, le pilote Sauber réalise un très bon départ et se retrouve troisième ; à son premier arrêt aux stands, son moteur cale et il perd de précieuses secondes ; après une remontée au sein du peloton, Heidfeld termine à la huitième place et décroche le premier point de la saison pour lui et son équipe, même s'il aurait pu en décrocher plus sans son problème aux stands. Au Brésil, le Grand Prix du pilote allemand se résume à huit tours de course, avant qu'un problème moteur cause son abandon. À Saint-Marin, Heidfeld signe le onzième temps des qualifications avec la voiture de rechange. Neuvième après le premier tour et en lutte pour les points avec Olivier Panis et Jenson Button, c'est finalement ce dernier qui devance ses adversaires grâce à une meilleure stratégie dans les stands.
En Espagne, après des qualifications compliquées, l'Allemand se trouve de nouveau en lutte pour les points, mais est pénalisé en fin de course pour avoir ignoré les drapeaux bleus : Heidfeld, selon lui, ne voyait pas les drapeaux bleus, c'est seulement lorsque son écurie lui indique qu'il doit laisser passer Cristiano da Matta qu'il le fait, mais les commissaires ont déjà pris leur décision, qui gâchera la course du pilote Sauber,. En Autriche, Heidfeld réalise sa meilleure performance en qualifications, avec le quatrième temps. Prudent quant à ses chances de podium, il effectue un mauvais départ et pointe à la cinquième position ; il est ensuite handicapé par des problèmes moteur de plus en plus important, qui le forceront finalement à mettre pied en fin de course. À Monaco, jamais dans le rythme, il termine la course à une lointaine onzième place, à deux tours du vainqueur. Au Canada, Heidfeld s'attend à un bon résultat en course s'il pleut, comme durant les essais libres dans lesquels la Sauber C22 était parmi les plus compétitives. Elle n'arrive finalement pas et l'Allemand passe la course dans le ventre mou du peloton, ne voyant même pas le terme du Grand Prix, après un nouveau problème moteur, ce qui l'agace fortement. Peu après, le pilote allemand déclare qu'il « évalue ses différentes options pour 2004 ». Au Nürburgring, Heidfeld signe le dernier temps des qualifications, à quatorze secondes de l'homme de tête, après un tête-à-queue causé par un problème mécanique. En course, obligé à une grande remontée depuis la voie des stands, le pilote allemand parvient à se frayer un chemin parmi les autres concurrents après plusieurs batailles musclées pour finalement parvenir à inscrire un point inespéré, en huitième position,. En France, les Sauber ne sont jamais en lutte pour les points et Heidfeld termine treizième de l'épreuve, après une course très discrète.

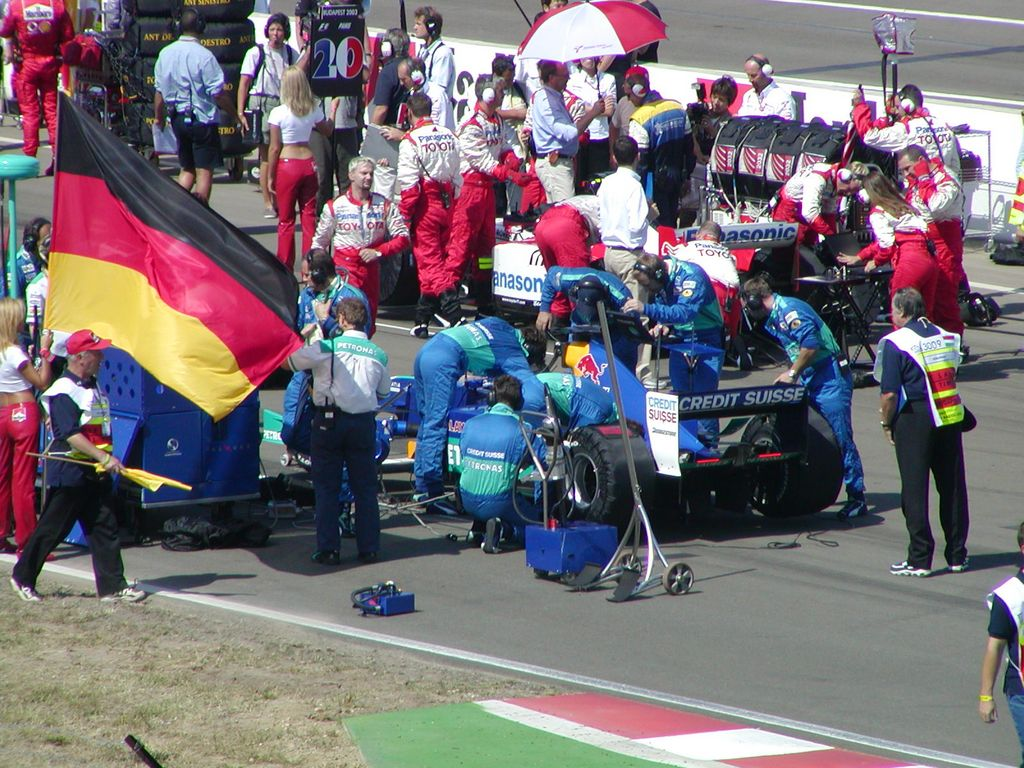
Nick Heidfeld, sur la grille de départ du Grand Prix de Hongrie 2003.

En Grande-Bretagne, le pilote allemand vit un véritable calvaire : très lent, il subit également une crevaison, et termine 17e de la course, dernier pilote à avoir fini la course, à deux tours du vainqueur. Le Grand Prix d'Allemagne est assez similaire : Heidfeld est en difficulté avec sa voiture et termine à deux tours du vainqueur, en dixième place. Alors que des rumeurs l'envoient Jordan en 2004, Heidfeld signe le onzième temps des qualifications, et reste confiant quant à ses chances de réaliser une bonne course. En bataille avec Michael Schumacher pour la huitième place, il doit s'incliner contre son compatriote, mais constate néanmoins les progrès de la C22, tout en déclarant qu'il aurait pu finir dans les points,. Concernant sa place en Formule 1 pour la saison prochaine, Heidfeld estime qu'il y a peu de chances qu'il fasse une quatrième saison consécutive chez Sauber ; de son côté, Ron Dennis, directeur de McLaren, déclare que le pilote allemand n'est pas une option pour son équipe. En Italie, il termine également en neuvième position, et estime avoir perdu sa place dans les points dans sa bataille avec le débutant hongrois Zsolt Baumgartner. Aux États-Unis, dans des conditions changeantes, les Sauber se trouvent aux avant-postes : Heinz-Harald Frentzen décroche l'unique podium de la saison de l'équipe, tandis que Heidfeld termine cinquième. Malgré ce beau résultat collectif de l'équipe, les deux pilotes allemands confirment tous deux leur départ de l'équipe. Au Japon, au terme d'une course sans histoires passée dans le ventre mou du peloton, il termine neuvième de la dernière course de la saison.
Nick Heidfeld se classe finalement 14e du championnat Pilotes de la saison 2003, derrière son coéquipier Heinz-Harald Frentzen, 11e avec plus du double de points que son coéquipier ; Sauber Petronas, aidé par le résultat du Grand Prix des États-Unis, se classe sixième chez les Constructeurs. Pour la première fois de sa carrière en Formule 1, Heidfeld n'est pas assuré de son avenir avant la fin de l'année. En fin d'année, il participe aux essais d'après-saison avec Jordan Grand Prix qui met une option sur lui, sans toutefois encore le signer pour la saison 2004. Il signe un pré-contrat avec Jordan en décembre.

#### Passage compliqué chez Jordan (2004)
Fin janvier, comme il était pressenti depuis plusieurs mois, Nick Heidfeld trouve refuge chez Jordan Grand Prix, une équipe alors sur la pente descendante et en proie à quelques soucis financiers. Même s'il se fait relativement discret lors des essais de pré-saison, le pilote allemand se montre satisfait du comportement de la nouvelle Jordan EJ14. À Melbourne, les problèmes s'accumulent sur la monoplace irlandaise et Heidfeld est frustré par son manque de temps en piste. Quinzième des qualifications, le pilote Jordan garde espoir quant à ses chances de remontée. En course, en plus d'abandonner sur un problème d'embrayage, l'Allemand percute deux mécaniciens lors de son arrêt aux stands, qui en sortent quasiment indemnes. Quinzième en qualifications à Sepang, le pilote Jordan espère uniquement voir l'arrivée de la course. Toutefois, un problème de boîte de vitesses à mi-course forcera le pilote allemand à l'abandon, qui se satisfait du rythme affiché en course par sa monoplace. À Bahreïn, Heidfeld doit s'élancer du fond de grille, après un changement de moteur. Il passe la course entière dans le fond de grille, ne dépassant jamais la quinzième place, et devançant d'un tour son jeune équipier Giorgio Pantano. Battu par son coéquipier en qualifications à Imola, le pilote allemand vit une course difficile et doit abandonner à quelques tours de l'arrivée d'un problème de transmission. Alors qu'Eddie Jordan recommande ouvertement son pilote allemand à BMW-Williams pour la saison 2005, Heidfeld, lui, doit abandonner au Grand Prix d'Espagne, après un problème d'hydraulique vers le cap de la mi-course.

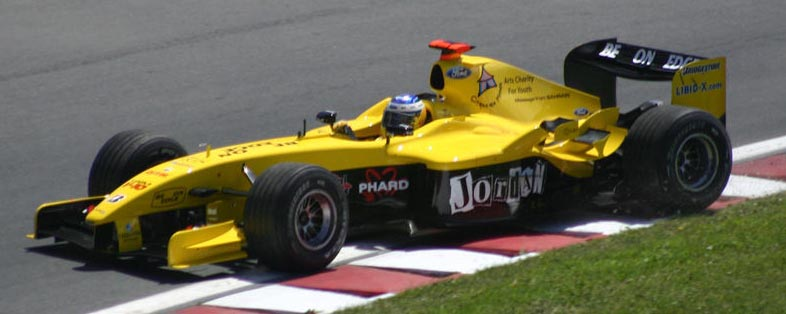
Nick Heidfeld au volant de sa Jordan EJ14 au Grand Prix du Canada.

À Monaco, après des qualifications compliquées, Heidfeld est aidé par les multiples abandons (dix pilotes seulement terminent la course), et, au terme d'une course sage et maîtrisée, termine septième, décrochant ses premiers points de la saison. Au Nürburgring, en difficulté avec la voiture dans les virages dans les essais, le pilote Jordan signe le treizième temps et ambitionne une nouvelle arrivée dans les points. En lutte pour les points durant la course, la stratégie à trois arrêts de l'équipe irlandaise fait finir le pilote allemand à la dixième place, encouragé par le rythme en course de sa monoplace. Au Canada, Heidfeld reçoit un nouveau coéquipier, l'ancien pilote de réserve Timo Glock, qui remplace Pantano, encombré avec ses ennuis financiers. Quinzième en qualifications, Nick Heidfeld perd beaucoup de temps lors de son premier ravitaillement dans lequel il repart alors que la pompe à essence est toujours branchée à la voiture. Douzième à l'arrivée, le pilote Jordan décroche un point inespéré après les disqualifications des Williams et des Toyota dus à leurs freins illégaux ; le pilote germanique grimpe de quatre rangs et monte en huitième place, et engrange le troisième point de la saison pour lui, alors que le débutant Glock monte à la septième place. Aux États-Unis, en difficulté avec sa voiture, le pilote allemand se distingue par la défense de sa position face à des pilotes bien plus rapides : il doit toutefois abandonner en fin de course d'un problème moteur.

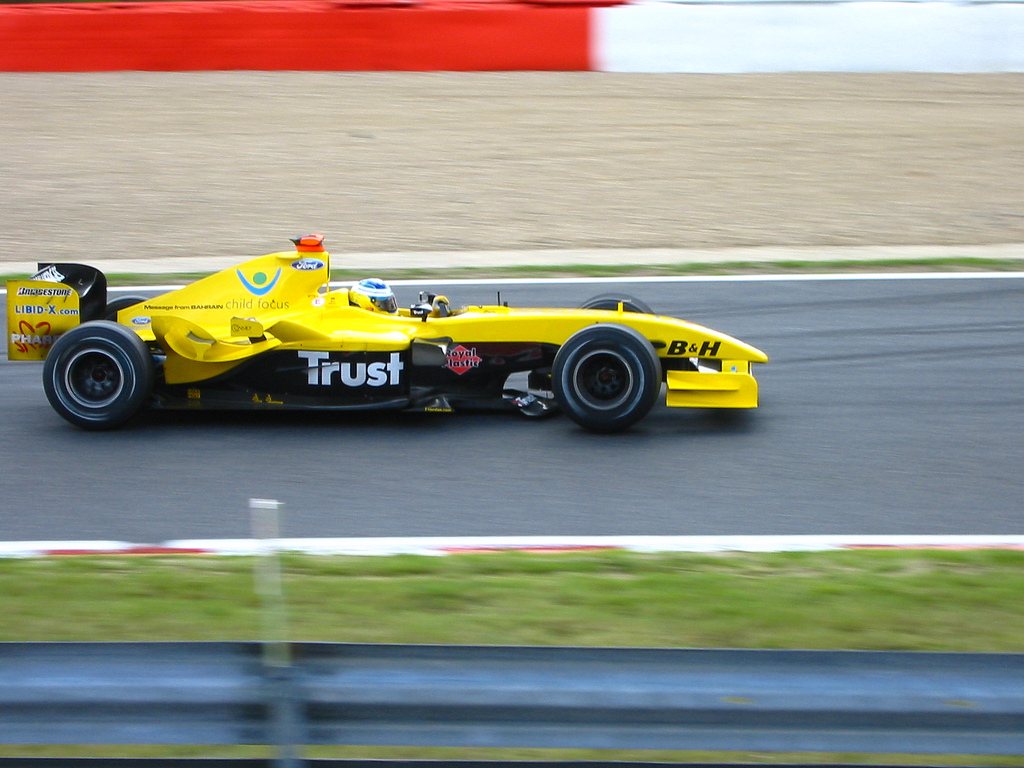
Nick Heidfeld au Grand Prix de Belgique.

Le Grand Prix de France est catastrophique pour le pilote allemand, qui termine à une lointaine seizième place devant son équipier Giorgio Pantano, de retour, à deux tours du vainqueur. En Grande-Bretagne, handicapé par un problème à l'aileron avant, dû à un contact en début de course, le pilote Jordan termine quinzième. Heidfeld, en colère après des derniers résultats mauvais, déclare : « La Jordan est trop lente ». Des rumeurs apparaissent dans les médias et annoncent la prochaine arrivée du pilote allemand chez BMW-Williams, en remplacement de Marc Gené dès le Grand Prix d'Allemagne,. C'est finalement Antônio Pizzonia qui remplace le pilote espagnol. Pour sa course à domicile, le pilote Jordan ne devance que les modestes Minardi en qualifications, mais veut croire en ses chances pour la course. En course, il subit des problèmes d'équilibre de la voiture puis, de direction, qui forcent finalement Heidfeld à prendre la décision d'abandonner, la situation devenant trop dangereuse. En Hongrie, après une course passée loin des meneurs, le pilote allemand, qui veut rester positif en soulignant les quelques bons points de la voiture, termine la course en douzième position, à deux tours du vainqueur. En Belgique, malgré un accrochage avec Antônio Pizzonia qui lui fait perdre un certain temps, Nick Heidfeld parvient à terminer la course, mais à quatre tours du vainqueur, sur l'un des circuits les plus longs de la saison.
Après avoir rencontré des problèmes de moteur lors des essais du Grand Prix d'Italie, le pilote allemand reçoit une pénalité pour changement de moteur et décide de s'élancer depuis les stands. En course, Heidfeld ne parvient pas à remonter le peloton et est même percuté par Felipe Massa : les deux pilotes perdent un certain temps dans l'affaire et le pilote Jordan termine quatorzième de l'épreuve. En Chine, alors que Giorgio Pantano est débarqué par l'écurie irlandaise, faute de bons résultats et de garanties financières suffisantes, et remplacé par Timo Glock, Heidfeld, ravi d'éviter les dernières positions, signe le quinzième temps des qualifications. En course, dans le plus grand anonymat, les Jordan finissent treizième et quinzième, avec Heidfeld dominant son jeune coéquipier. Au Japon, malgré un manque d'adhérence sur l'arrière de la voiture en début de course, quelques problèmes électroniques, l'enclenchement du limitateur de vitesse en pleine course pendant quelques secondes, le pilote allemand, treizième, est plutôt satisfait compte tenu du manque d'essais sur ce circuit. Au Brésil, comme lors des courses précédentes, la Jordan est distancée par ses adversaires ; Heidfeld voit sa course s'achever prématurément dès le quinzième tour sur un problème d'embrayage.
Nick Heidfeld, au volant d'une voiture moins compétitive que les années précédentes, termine 18e du championnat des Pilotes, devant son coéquipier Timo Glock, 19e en n'ayant fait que quatre courses, et son autre coéquipier Giorgio Pantano, non classé ; Jordan Ford se classe à la neuvième et pénultième place du championnat des Constructeurs, ne devançant que la modeste Scuderia Minardi. Après avoir émis à plusieurs reprises son envie de quitter l'écurie Jordan, sur la pente descendante, Heidfeld réalise les tests d'après-saison avec BMW-Williams, aux côtés d'Anthony Davidson. Alors qu'il accumule les performances en essais avec Williams, pointant à plusieurs reprises en tête des sessions, le pilote allemand agrandit ses chances d'être titulaire pour la saison 2005, mais reste en concurrence avec Antônio Pizzonia.

#### Dans le giron BMW (2005-2010)

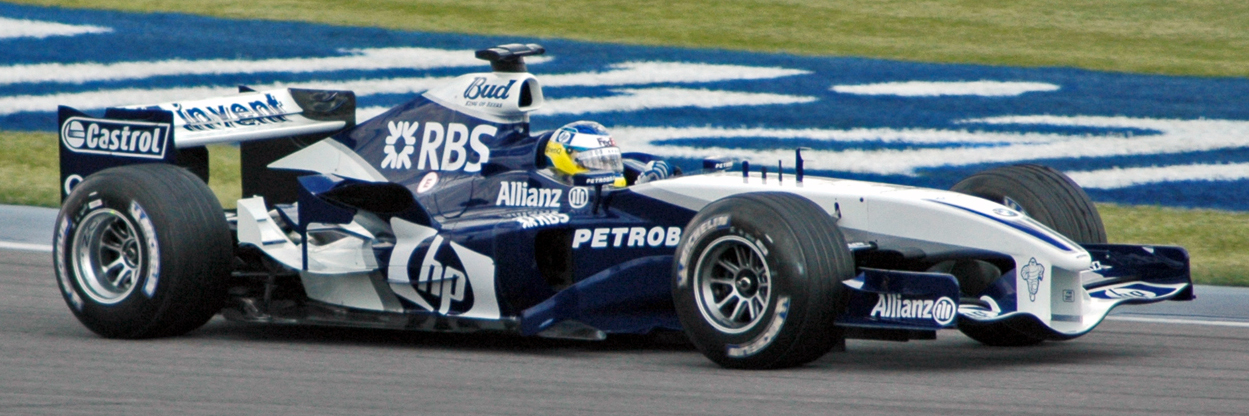
Nick Heidfeld lors des essais du Grand Prix des États-Unis 2005 sur Williams-BMW.

À deux mois du début de saison, Nick Heidfeld est toujours en lutte avec Antônio Pizzonia pour un poste de pilote titulaire chez BMW-Williams. Après une nouvelle performance sur le circuit de Jerez, le pilote allemand fait un pas important vers son but. Après les dernières séances d'essais, l'ancien pilote Jordan déclare : « J'ai fait tout ce que j'ai pu. ». Finalement, fin janvier, BMW-Williams, quatrième l'an passé, tranche en faveur du pilote allemand, qui déclare que ce poste chez l'écurie britannique représente une « grande chance » pour lui de montrer pleinement ce dont il est capable.
À ce stade, Williams-BMW représente la plus belle opportunité de sa carrière mais il ne dispose pas, comme il l'imaginait, d'une monture capable de viser la victoire. Le châssis n'est en effet pas une grande réussite et les désaccords de plus en plus profonds entre Williams et BMW ne tardent pas à tirer l'ensemble de l'équipe vers le bas. Après un début de saison marqué notamment par une seconde place au GP de Monaco, performance qu'il réédite au GP d'Europe après avoir signé la pole position, Heidfeld retombe progressivement dans l'anonymat, non sans avoir la satisfaction de régulièrement prendre le meilleur en course sur son coéquipier Mark Webber, plus rapide que lui en qualifications. Sa saison s'arrête prématurément en raison d'un gros crash lors d'essais privés à Monza, puis d'une blessure à l'épaule après un accident de vélo.
Particulièrement apprécié par BMW, il rejoint en 2006 les rangs de la nouvelle écurie BMW Sauber F1 Team, fruit du rachat de Sauber par BMW. Plus performant que son coéquipier Jacques Villeneuve, il confirme sa solidité en ramenant régulièrement des points à son employeur et termine neuvième du classement pilotes avec 23 points.

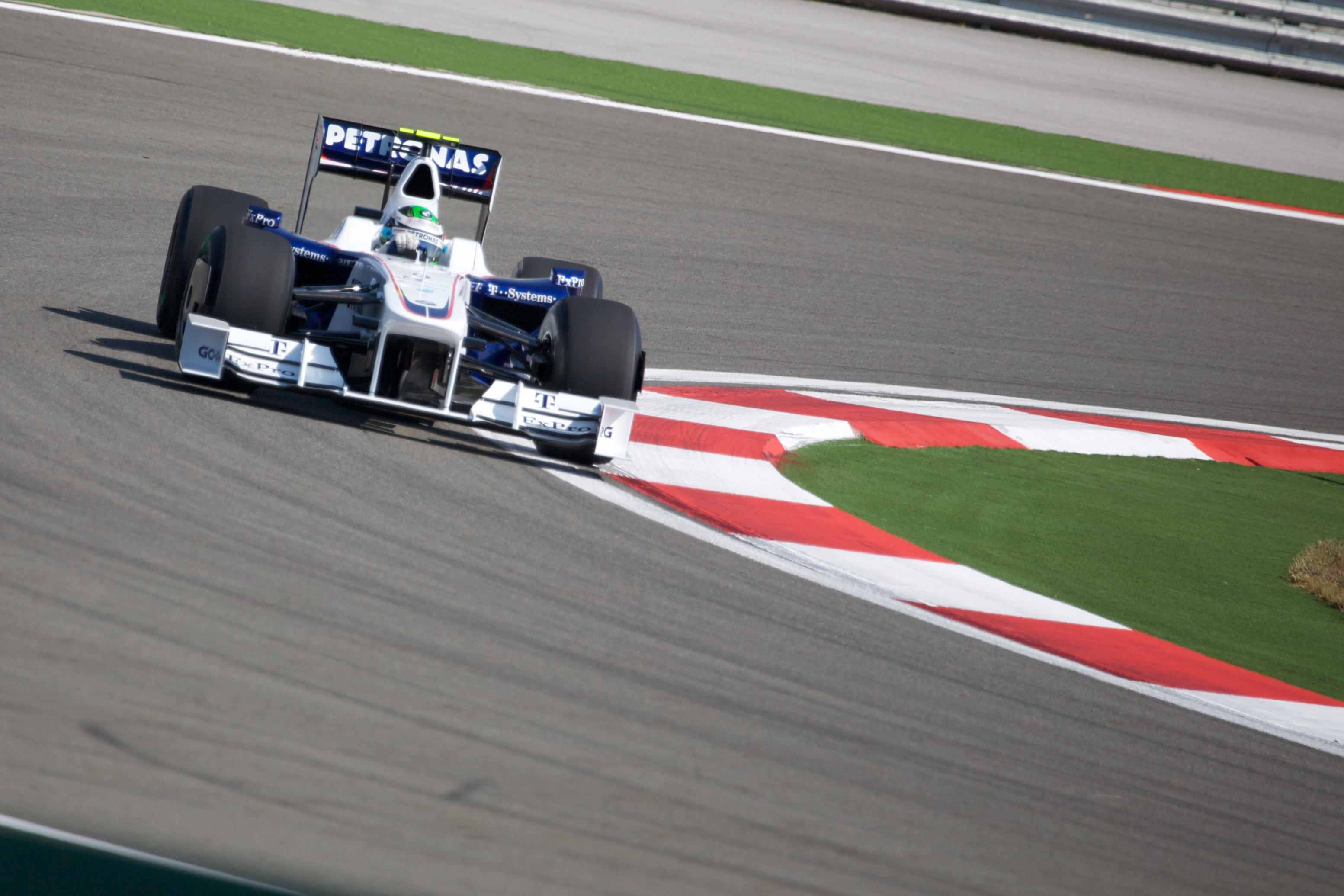
Nick Heidfeld au Grand Prix de Turquie 2009.

2007 s'annonce sous de meilleurs auspices car Nick Heidfeld commence par une série de trois quatrièmes places consécutives lors des premiers Grand Prix de la saison. Il parvient à monter deux fois sur le podium (second au Canada et troisième en Hongrie) et réalise la meilleure saison de sa carrière. Il finit cinquième avec 61 points.
Il est logiquement reconduit pour 2008 chez le constructeur allemand. Cette fois il est battu sur l'ensemble de la saison par son coéquipier Robert Kubica, avec une différence de 15 points entre les deux pilotes au classement final. Toutefois les progrès du constructeur allemand lui permettent de signer de bons résultats : il finit à quatre reprises à la deuxième position, finissant sixième du championnat. Mais le déficit de performance de l'écurie en 2009 ne lui permet pas de réitérer ces résultats.

#### Mercedes Grand Prix puis BMW Sauber F1 Team (2010)

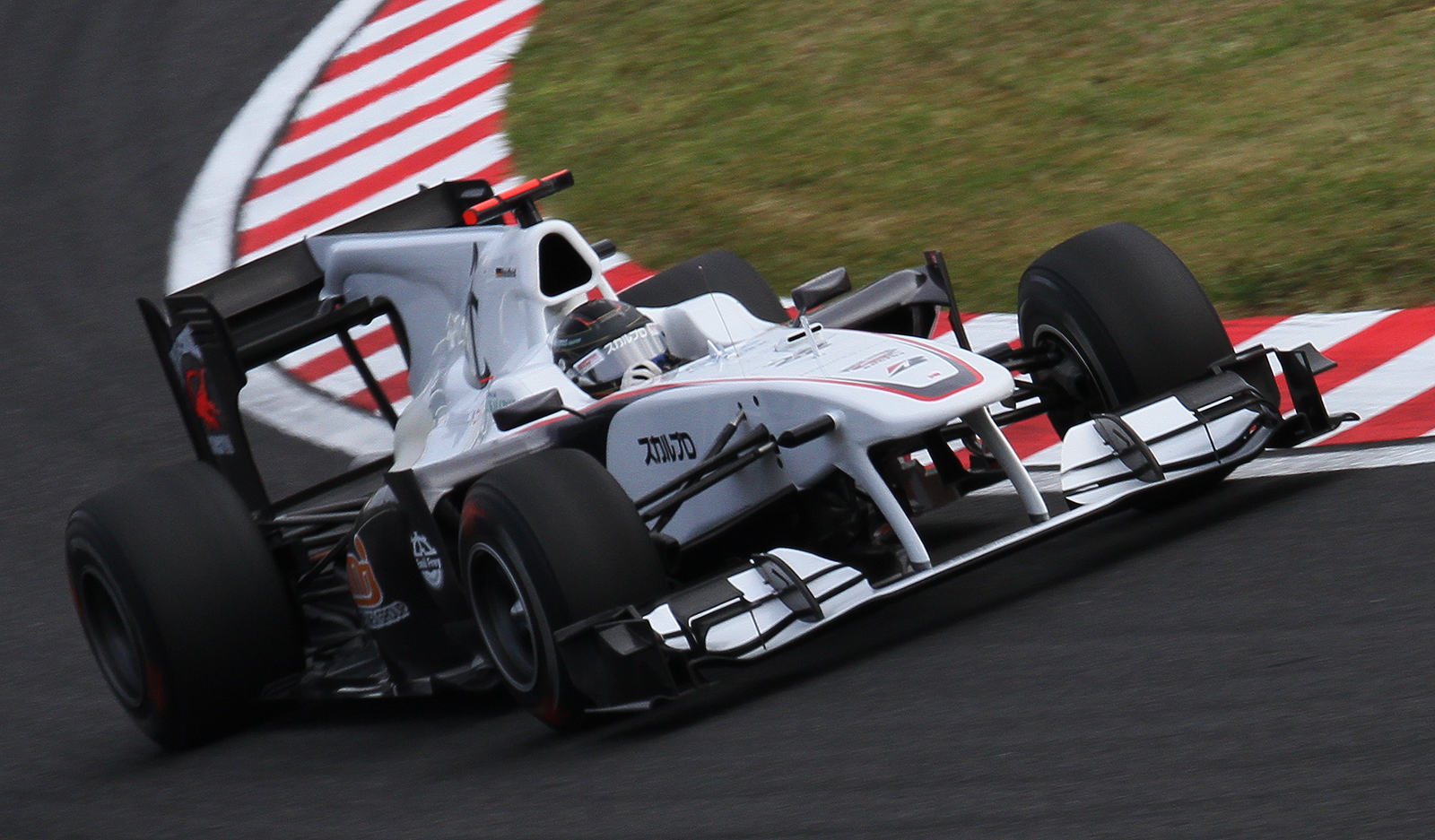
Nick Heidfeld lors des essais du Grand Prix du Japon sur BMW Sauber.

Le 4 février 2010, il est annoncé comme pilote de réserve chez Mercedes Grand Prix. L'équipe possède donc un trio de pilotes allemands avec Michael Schumacher et Nico Rosberg. Le 26 mars 2010, il est élu président du Grand Prix Drivers' Association, l'association des pilotes de Formule 1 et succède à Pedro de la Rosa, désormais titulaire chez BMW Sauber F1 Team.
En août 2010, Mercedes Grand Prix le libère de son contrat et il s'engage avec le manufacturier Pirelli, nouveau manufacturier exclusif de la Formule 1 à compter de la saison 2011, pour assurer le développement de ses pneumatiques.
Le 14 septembre 2010, Peter Sauber annonce le remplacement de Pedro de la Rosa par Nick Heidfeld à compter du Grand Prix de Singapour, le contrat est signé le 17 septembre. Pirelli recrute alors le français Romain Grosjean pour le remplacer.
Heidfeld dispute les cinq derniers Grands Prix de la saison et inscrits six points qui lui permettent de se classer dix-huitième du championnat, sans pour autant conserver son baquet chez Sauber pour la saison suivante.

#### Demi-saison chez Renault (2011)

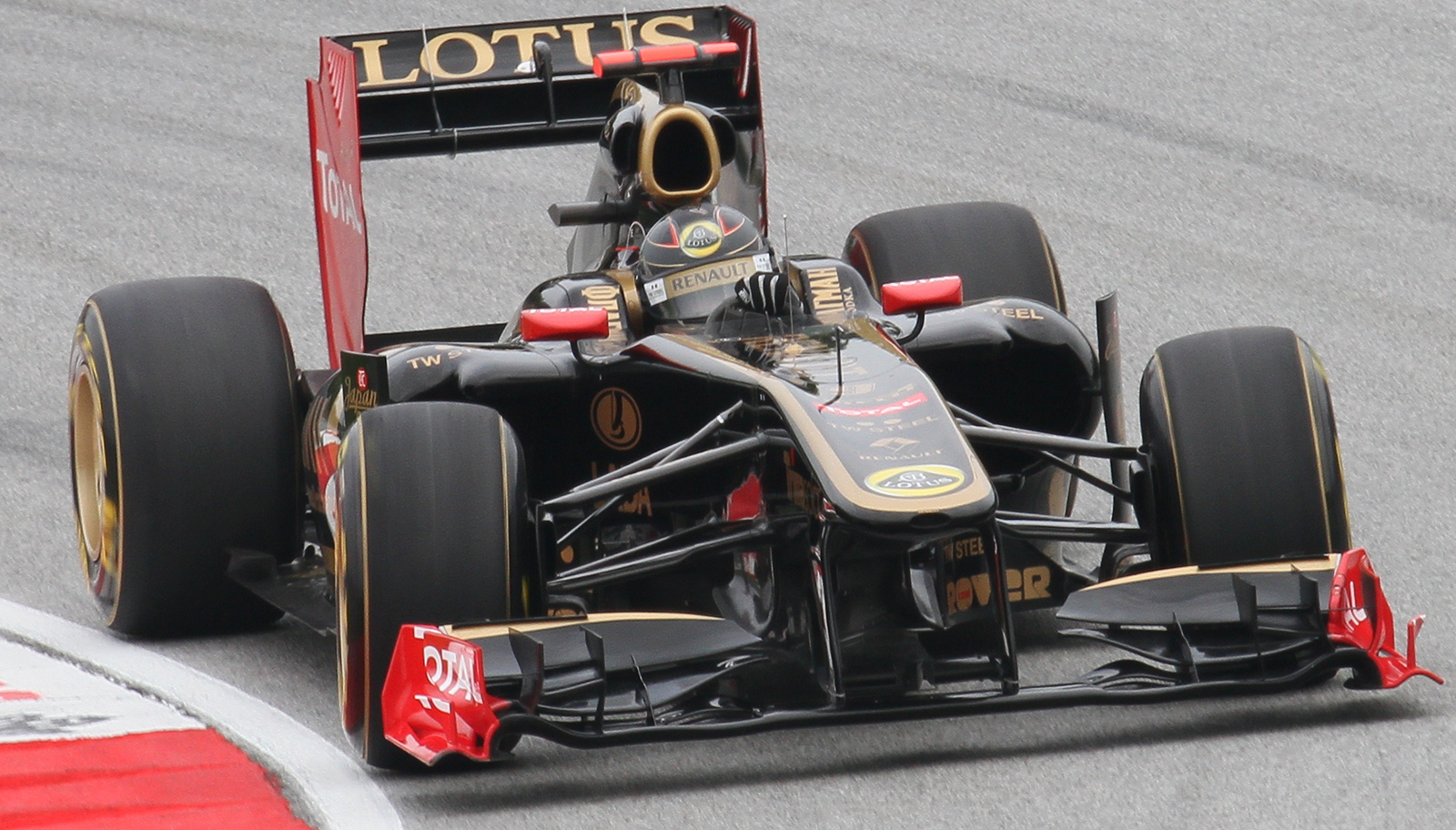
Nick Heidfeld termine sur le podium du Grand Prix de Malaisie.

À la suite de l'accident de Robert Kubica lors d'un rallye quelques semaines avant le début de la saison, il est appelé par l'écurie Renault pour participer à une séance d'essais à Jerez, le 12 février 2011, lors de laquelle il signe le meilleur temps. Le 16 février, il est confirmé au poste de titulaire par Lotus-Renault pour pallier l'absence de Kubica.
Pour son retour en course, Heidfeld rate ses qualifications à cause d'une gêne provoquée par Michael Schumacher, se qualifiant dix-huitième, et se classe douzième de la course. Lors de la course suivante, sixième des qualifications, il passe en deuxième position derrière son compatriote Sebastian Vettel dès le départ et se maintient dans les premières positions durant toute la course. Il profite de l'accrochage entre Fernando Alonso et Lewis Hamilton pour prendre la troisième place du Grand Prix, signant son premier podium depuis le Grand Prix de Malaisie 2009.
En Chine, il se qualifie encore derrière Petrov, en seizième position, et termine douzième. En Turquie, il se classe septième puis termine huitième en Espagne après être parti dernier à la suite d'un souci mécanique. À Monaco, il se qualifie quinzième et profite de différents faits de course impliquant les pilotes placés devant lui pour terminer huitième. Au Canada, victime d'un accrochage avec Kamui Kobayashi alors qu'il était cinquième, il abandonne pour la première fois de l'année. Lors du Grand Prix d'Europe, il termine dixième avant de marquer les quatre points de la huitième place en Grande-Bretagne. Il abandonne à domicile et en Hongrie. Jugé en retrait face à son coéquipier Vitaly Petrov pourtant moins expérimenté, bien que le devançant au championnat pilote, l'Allemand est qualifié de déception par Éric Boullier et est remplacé par Bruno Senna à partir du Grand Prix de Belgique,.

### Reconversion en championnat du monde d'endurance (depuis 2012)

#### Une saison d'apprentissage (2012)
Comme des rumeurs l'annonçaient depuis plusieurs semaines, Nick Heidfeld se reconvertit en endurance, avec Rebellion Racing, équipe privée avec laquelle il a signé un contrat pour les trois premières manches du championnat du monde d'endurance FIA 2012,. Nick Heidfeld n'est pas totalement novice en endurance, puisqu'il a déjà participé aux 24 Heures du Mans en 1999 avec Mercedes : « Depuis que j’ai couru au Mans en 1999, j’ai toujours su que je voulais revenir vers les courses d’endurance. ».
Pour sa première épreuve, lors des 12 Heures de Sebring, Heidfeld réalise le septième temps en qualifications, dans une séance où il est percuté par Loïc Duval et Marcel Fässler. En course, la Lola B12/60 d'Heidfeld, de Nicolas Prost et Neel Jani parvient à évoluer en troisième position, avant qu'un problème mécanique ne survienne à une heure du terme de l'épreuve, les forçant à terminer au-delà de la trentième place finale. Venu aux 6 Heures de Spa-Francorchamps avec la ferme intention de confirmer le potentiel entrevu à Sebring et avec de nombreuses évolutions sur la voiture, testées à Valence, l'équipage no 12 du pilote allemand termine cinquième derrière les Audi qui font un quadruplé en tête, au terme d'une course animée par de nombreuses batailles pour les pilotes Rebellion : « C’était une très bonne course ! Nous avons eu des combats amusants et agréables. La gestion du trafic est l’une des particularités de la discipline et je dois apprendre afin de m’améliorer ».

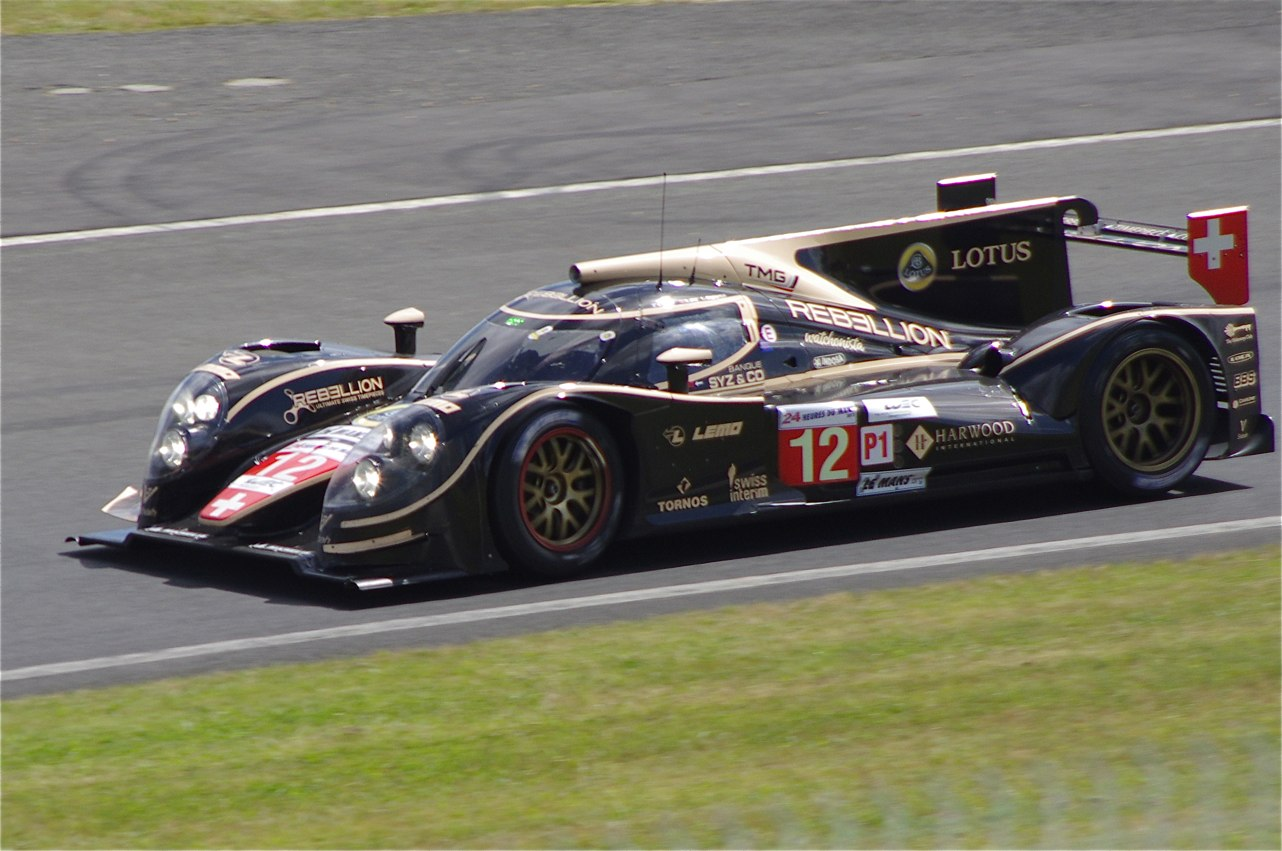
La Lola B12/60 de Nick Heidfeld lors des 24 Heures du Mans 2012.

Lors des 24 Heures du Mans, dans les huit premières positions dès le départ, l'équipage no 12 profite de l’abandon des deux Toyota, et elles parviennent à s’intercaler entre les quatre Audi, après la sortie de piste de la no 3. Après avoir tenu cette position durant toute la nuit, la Lola résiste vainement face au retour de la Audi, qui sort de nouveau à quelques heures de la fin : les derniers tours du Circuit des 24 Heures se résument à une bataille serrée entre les deux prototypes, à l'avantage final de l'équipage de Nicolas Prost, Neel Jani et Nick Heidfeld. Rebellion Racing réalise l'une de ses plus belles performances dans la classique mancelle avec la quatrième place finale, obtenu grâce à l'équipage de Heidfeld et à la fiabilité de la Lola B12/60, en comparaison aux problèmes accumulés chez Toyota Racing, s'intercalant ainsi entre les quatre Audi et terminant première voiture à essence.
Nick Heidfeld, arrête alors sa saison d'endurance vu que son contrat valable pour les trois premières courses, est arrivée à terme, mais reste en contact avec l'équipe suisse ; lors de la deuxième moitié de l'année, il fait plusieurs piges comme en Porsche Supercup,, et surtout en Australie, dans le cadre du Gold Coast 600 du championnat des V8 Supercars, qui accueille d'autres anciens pilotes de Formule 1 comme Rubens Barrichello. Malgré une très bonne course du pilote allemand, son coéquipier expérimenté David Reynolds (en), avec qui il partage la voiture, percute un adversaire lors d'un dépassement trop audacieux et doit abandonner,. La même année, il participe également aux 24 Heures du Nürburgring, au volant d'une McLaren MP4-12C GT3, mais doit abandonner au 24e tour sur 155.

#### Endurance à temps plein avec Rebellion
En 2013, Nick Heifeld dispute certaines manches de l'American le Mans Series en compagnie de Neel jani, où seule la manche des 12 Heures de Sebring est disputée avec le renfort de Nicolas Prost. Parallèlement à son engagement en American le Mans Series et toujours avec les mémes coéquipiers, Heidfeld dispute la saison complète du championnat du monde d'endurance FIA. À la suite des qualifications, l'équipage de la no 12 prend le départ depuis la troisième position sur la grille et ne connait pas d'ennuis particuliers. Tout au long de la course, l'équipage de la Lola no 12 sera en mesure de contenir derrière lui, la HPD no 6 du Muscle Milk Picket Racing pilotée par Graf-Luhr-Dumas. Heidfeld et ses coéquipiers obtiennent l'unique podium de l'écurie suisse aux 12 Heures de Sebring.
En avril, Nick Heidfeld dispute les 6 Heures de Silverstone où il effectue une encourageante qualification avec l'aide de ses coéquipiers (c'est la moyenne des trois meilleurs temps de chacun des pilotes ayant participé à la séance de qualifications qui est pris en compte sur la grille), il se classe 4e sur la grille devant l'Audi no 1,. En course, l'équipage de la no 12 termine 5e au classement général et 1er des équipes privées. Il termine notamment devant l'équipage de la no 13, et devant la HPD du Strakka Racing. Malgré une course d'attente sans réel confrontation avec le Strakka Racing en piste, Heidfeld est heureux de sa prestation : « Si cette course a été sans problème pour nous, il est dommage que la HPD de Strakka Racing ait été si malchanceuse aujourd’hui. Car la course est bien plus amusante quand on peut se bagarrer avec les autres pilotes ! En ce qui me concerne, je continue d’apprécier les courses d’endurance. Je poursuis mon apprentissage pour améliorer ma conduite dans le trafic et je me sens de mieux en mieux au volant de la Lola-Toyota ».
Plus tard dans le mois d'avril, avec son équipier Neel Jani, Heidfeld dispute la deuxième manche du championnat American Le Mans Series qui a lieu à Long Beach. L'équipage de la no 12 arrive avec 4 points d'avance par rapport à Lucas Luhr et Klaus Graf. Nick Heidfeld se montre le plus rapide durant essais libres. Après être partit en pole, les pilotes du Rebellion Racing doit faire face à la stratégie osée du Muscle Milk Pickett Racing. Nick Heidfeld passe la ligne d'arrivée en deuxième position et avec 33 secondes de retard sur la HPD de Klaus Graf,.
Début mai, dans le cadre des 6 Heures de Spa, Nick Heidfeld se qualifie en 6e position sur la grille avec un temps moyen au tour de 2 min 01 s 482. La Lola-Toyota no 12 se retrouve première des équipes privées LMP1 sur la grille de départ. Dès les essais libres, Heidfeld est très optimiste concernant le rythme de la Lola-Toyota : « Nous avons dominé notre classe dans chacune des trois séances de la journée. Nous avons été très proches des voitures d’usine durant les séances d’essais libres. Et je suis sûr que j’aurais pu améliorer mon meilleur chrono si je n’avais pas été ralenti par une LMP2 lors de mon dernier tour rapide. Quoi qu'il en soit, je suis heureux de la place que nous avons obtenue aujourd’hui. Nous faisons évoluer la voiture au fur et à mesure et nous commençons déjà à récolter le fruit de nos efforts ». En course, l'équipage de la no 12 connait une course sans incidents majeurs et devance une nouvelle fois l'équipage de la No 13, ainsi que la HPD ARX-03c no 21 du Strakka Racing. Cette cinquième place, permet au Rebellion Racing de mener le Trophée Endurance FIA des Équipes Privées avec 32 points d'avance sur le Strakka Racing (La Lola-Toyota no 13 n'étant pas inscrite sur la saison complète, elle ne marque pas de points pour le championnat).
Nick Heidfeld se rend ensuite sur le circuit de Laguna Seca pour effectuer des essais. Les organisateurs de l'International Motor Sports Association organisent deux heures de roulage pour permettre aux concurrents de l'American Le Mans Series de se familiariser avec le circuit. D'après Heidfeld, les évolutions apportées ne sont pas encore exploitées au maximum et il s'attend à progresser davantage : « Nous avons repéré le circuit à pied. Généralement, ce n’est pas le plus amusant à faire mais ici c’était le cas car la piste est très étonnante. Ce circuit est nouveau pour nous, dans tous les sens du terme, et nous sommes heureux d’avoir plus de séances d’essais ce vendredi. Nous pourrons certainement améliorer l’équilibre au fur et à mesure du week-end ». Il domine les séances d'essais et de qualifications avec son coéquipier. Pendant toute la durée de la course, La Lola no 12 et au coude à coude avec la HPD no 6, mais Heidfeld et Jani marque un arrêt au stand initialement non prévu à une demi-heure de l'arrivée et s'inclinent pour 6,352 secondes face à Graff et Luhr qui s'imposent. Le 9 juin, Nick Heidfeld est présent sur le circuit de la Sarthe et prend part à la journée test en vue des 24 Heures du Mans,,. Huitième lors de la première séance, l'équipage de Heidfeld se classe septième lors de la seconde séance,. Pendant cette journée d'essais, Heidfeld est chronométré en 3 min 33 s 750, soit le deuxième meilleur temps de son équipage. Pendant la séance d'essais libres du 19 juin, l'équipage de la Lola no 12 termine à nouveau en tête au classement des LMP1 privées à motorisation essence, équivalent à une septième position au classement général. Dans la première séance de qualifications, Heidfeld réalise le meilleur temps de son équipage en 3 min 30 s 423 ce qui permet à la Lola de se qualifier en cinquième position et de devancer la Toyota no 8 qualifiée par Stéphane Sarrazin en 3 min 30 s 841,. La seconde séance est marquée par des averses et ne permet pas aux différents équipages d'améliorer leur temps. Dans la troisième et dernière séance de qualifications, Neel Jani qualifie son équipage premier des équipes privées LMP1 en 6e position sur la grille de départ,. Le samedi 22 juin, Nick Heidfeld prend le départ depuis la sixième place au volant de la Lola-Toyota no 12. Il connait un début de course solide face à la no 13 piloté par Andrea Belicchi. Cependant, il commet une erreur à 18 h 30 et part en tête à queue au virage du Tertre Rouge, il est alors contraint de changer son capot arrière mais il conserve néanmoins sa sixième place au classement général. À 21 h 45, une intervention au stand sur l'Audi no 1 permet à la Lola no 12 de prendre la cinquième place en catégorie LMP1, mais la Lola no 12 est elle aussi poussée dans les garages à 21 h 57 et perd cinq tours. L'équipage de la Lola no 12 est en mesure de terminer en tête des équipes privées LMP1 mais à 8 h 7, en raison de nombreuses vibrations, la boite de vitesses de la Lola connait une fuite d'huile qui noie l'embrayage elle est alors poussée dans son garage pour changer ce dernier. Marcel Fässler sur l'Audi no 1 parvient alors à reprendre la cinquième place à l'équipage de la no 12. À 9 h 56, Prost reprend la piste en vingt-septième position. La Lola effectue un arrêt à 11 h 37 pour une vérification des suspensions. À 13 h 50 les deux Lola du Rebellion Racing sont dans les garages. Elles ne repartiront qu'au dernier moment pour franchir la ligne d'arrivée et marquer les points pour le championnat. Nick Heidfeld et ses coéquipiers se classe trente-neuvième sur la no 12 à la suite du déclassement de l'Oreca-Nissan no 25 du G-Drive Racing,,,.
La quatrième manche du championnat a lieu à sur l'Autodromo José Carlos Pace, dans le cadre des 6 Heures de São Paulo. L'équipage de la Lola no 12 voit l'arrivée de Mathias Beche en remplacement de Neel Jani,. La séance de qualification ne présente aucune surprise pour l'équipage de la Lola no 12 qui se qualifie en quatrième position sur la grille, derrière les Audi puis la Toyota. Le lendemain, en course, la Toyota de Stéphane Sarazin et la Lotus de Dominik Kraihamer s'accrochent, moins d'une heure après le départ. La voiture de sécurité entre en piste et y reste cinquante-cinq minutes. La majeure partie des concurrents s'arrête aux stands et la Lola no 12, pilotée à ce moment par Heidfeld, n'effectue son arrêt que tardivement et mène un tour devant les deux Audi officielle. Heidfeld ne peut résister longtemps face LMP1 hybride-diesel, il se retrouve logiquement troisième après avoir été doublé. La voiture de sécurité intervient à nouveau, lorsque la Ferrari no 51 prend feu. Après trois heures de course, les Audi semblent intouchables et mènent avec un tour d'avance sur la Lola no 12, qui ne connait aucun problème de fiabilité. À deux heures et dix minutes de l'arrivée, l'Audi no 2 de Loïc Duval, alors en tète de la course, perd une roue à la sortie des stands. L'Audi no 1 en profite pour passer en tète et la Lola no 12 revient dans le même tour (et à quarante-neuf secondes) de l'Audi de Duval qui roule au ralenti sur le circuit. À environ une heure de l'arrivée, une double pénalité (l'une pour excès de vitesse dans la voie des stands et l'autre pour être reparti en piste avec la roue posée sur le capot arrière de la voiture) est octroyée à l'Audi no 2. l'Audi no 2 s'arrête à une troisième reprise pour un ravitaillement classique. La Lola no 12 en profite pour reprendre la deuxième place un bref instant et s'arrête à son tour. Finalement, après une course sans encombre, Heidfeld et ses coéquipiers franchissent la ligne d'arrivée en troisième position. Avec ce podium, Rebellion Racing est la première équipe privée à monter sur le podium. Cette troisième place permet à l'équipe suisse d'obtenir une troisième victoire en quatre courses dans le Trophée Endurance FIA pour les Équipes privés LMP1. Nick Heidfeld est très heureux d'avoir obtenu son premier podium dans le championnat : « Je suis vraiment heureux de ce podium ici à Sao Paulo. Nous avons pu travailler sur différents réglages de la voiture car nous n’avions pas de concurrence chez les Privés. Nous avons appris beaucoup de choses sur la voiture et c’est un autre côté positif de ce week-end. Piloter avec d’autres pilotes et de travailler avec les ingénieurs qui ont été sur la voiture sœur dans la première moitié de la saison apporte de nouvelles perspectives pour nous. Après que la Toyota soit sortie de la piste, j’ai eu une course propre et j’ai pris plus d’attention dans les dépassements que d’habitude. Ce podium est une belle récompense pour l’équipe qui a élevé son niveau depuis les deux/trois dernières années et cela donnera plus de motivation pour les courses restantes et pour l’année prochaine ».
En 2013, l'équipage Heidfeld-Prost-Jani gagne la course du Petit Le Mans. Aux 24 Heures du Mans 2014, il termine de nouveau quatrième avec l'équipe Rebellion Racing, avec Nicolas Prost et Mathias Beche. Ils remportent le trophée Pilotes Teams privés LMP1.

### Retour en monoplace avec la Formule E (depuis 2014)

#### Débuts malchanceux avec Venturi (2014-2015)
En 2014, Nick Heidfeld, toujours engagé en endurance, s'engage avec Venturi Grand Prix pour disputer le Championnat de Formule E FIA de monoplaces électriques aux côtés de Stéphane Sarrazin. Pour son tout premier jour au volant d'une Formule E, tout comme les autres pilotes, Heidfeld finit quinzième sur vingt des premiers essais, réalisés à Donington Park.
Lors de la manche inaugurale du championnat et de la saison 2014-2015, à Pékin, Heidfeld parvient à se trouver en lutte pour la victoire avec Nicolas Prost, son équipier en WEC : au dernier virage de la course, le pilote allemand tente de dépasser le Français, qui se décale, propulsant en l'air la Venturi, qui finit sa course en tonneaux : malgré ce spectaculaire accident, les deux pilotes sont indemnes,. Pour le pilote allemand, cette première course « était génial[e]. […] Ça a mieux marché que je ne le pensais au niveau de l'économie d'énergie. C'était très fun, jusqu'au dernier virage… ». Lors de la deuxième course, à Putrajaya, Heidfeld, déjà touché par Matthew Brabham, doit de nouveau abandonner à cause d'un pilote français, Franck Montagny, qui le pousse légèrement vers le mur après un dépassement osé : « On sait tous que Montagny est un peu fou » déclare le pilote Venturi à l'issue de la course.

« Je ne souhaite pas dire qu'il ne s'agit que de manque de chance. Je pense que si les autres voient ça en se disant que c'est OK, il s'agit d'une excuse trop facile sur laquelle se reposer. Il faut toujours progresser soi-même, et faire progresser l'auto. »

— Nick Heidfeld, après les deux premières courses de la saison 2014-2015 de Formule E terminées par deux abandons dus à des accrochages.

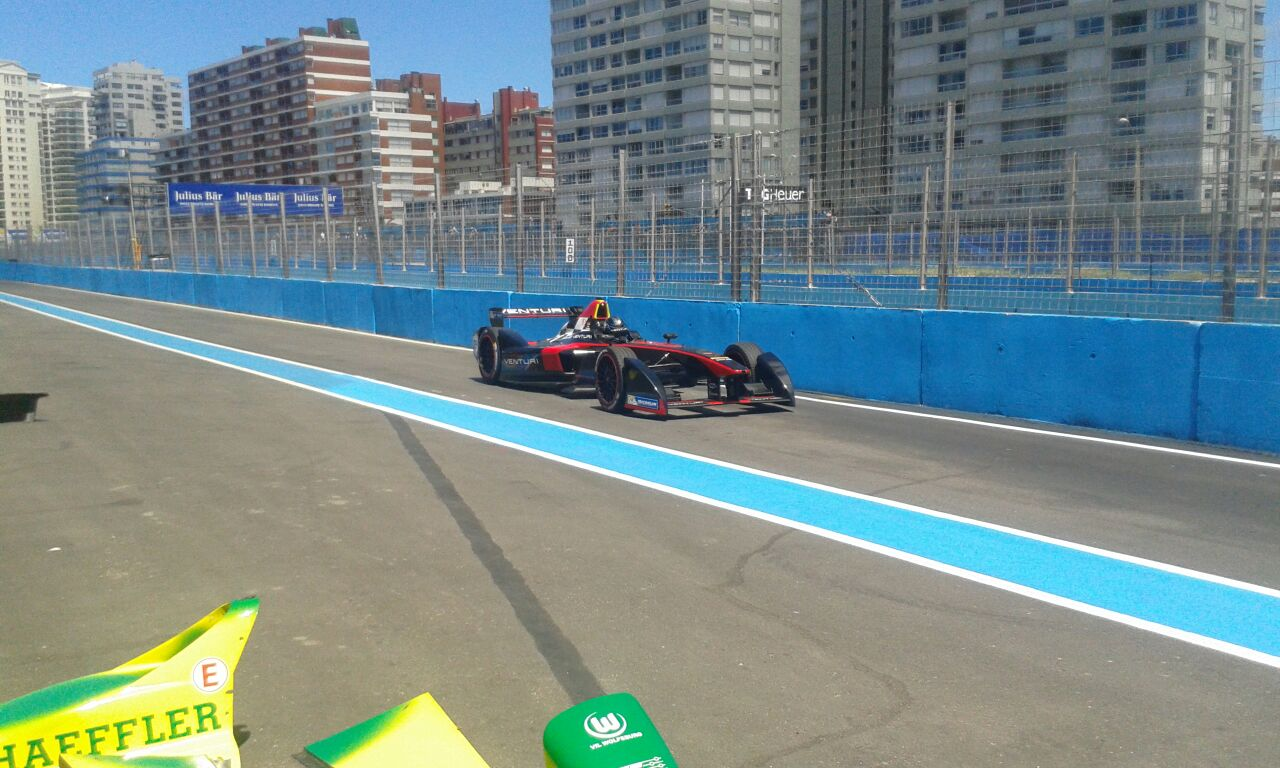
Nick Heidfeld à l'ePrix de Punta del Este, sur sa Venturi Grand Prix en décembre 2014.

À Punta del Este, le pilote Venturi, malgré deux pénalités en course, voit l'arrivée de l'épreuve uruguayenne en dixième position, décrochant ainsi son premier point. À Buenos Aires, Nick Heidfeld se trouve en lutte pour la victoire, et mène la course, avant de recevoir une pénalité pour une vitesse trop élevée dans la voie des stands, rétrogradant à la huitième place finale, laissant António Félix da Costa filer vers la première place,. À Miami, parti du fond de grille à cause d'une pénalité, le pilote allemand ne peut décrocher les points (12e), malgré, selon lui, « avoir fait son maximum » en course. À Long Beach, l'ancien pilote de Formule 1 termine à la porte des points, en onzième position, devancé d'une seconde par son coéquipier Stéphane Sarrazin. À Monaco, le pilote allemand retrouve le chemin des points avec une dixième place finale, sur treize pilotes classés. Pour sa course à domicile, à Berlin, Heidfeld se montre aux avant-postes, en lutte pour le podium, mais un mauvais arrêt aux stands le relègue à une cinquième place finale. À Moscou, Heidfeld manque de peu le podium, en se classant quatrième ; plus tard, Sébastien Buemi est pénalisé de 29 secondes, et laisse au pilote allemand sa troisième place, accordant un premier podium à lui-même et l'écurie Venturi Grand Prix,. Lors de la manche finale à deux courses de Londres, le pilote allemand est en difficulté, terminant treizième lors de la première course, puis abandonnant lors de la deuxième.
Ayant participé à toutes les courses de la saison 2014-2015, Heidfeld termine douzième du classement Pilotes avec un podium ; et Venturi Grand Prix, avant-dernier.

#### Deuxième saison avec Mahindra (2015-2016)

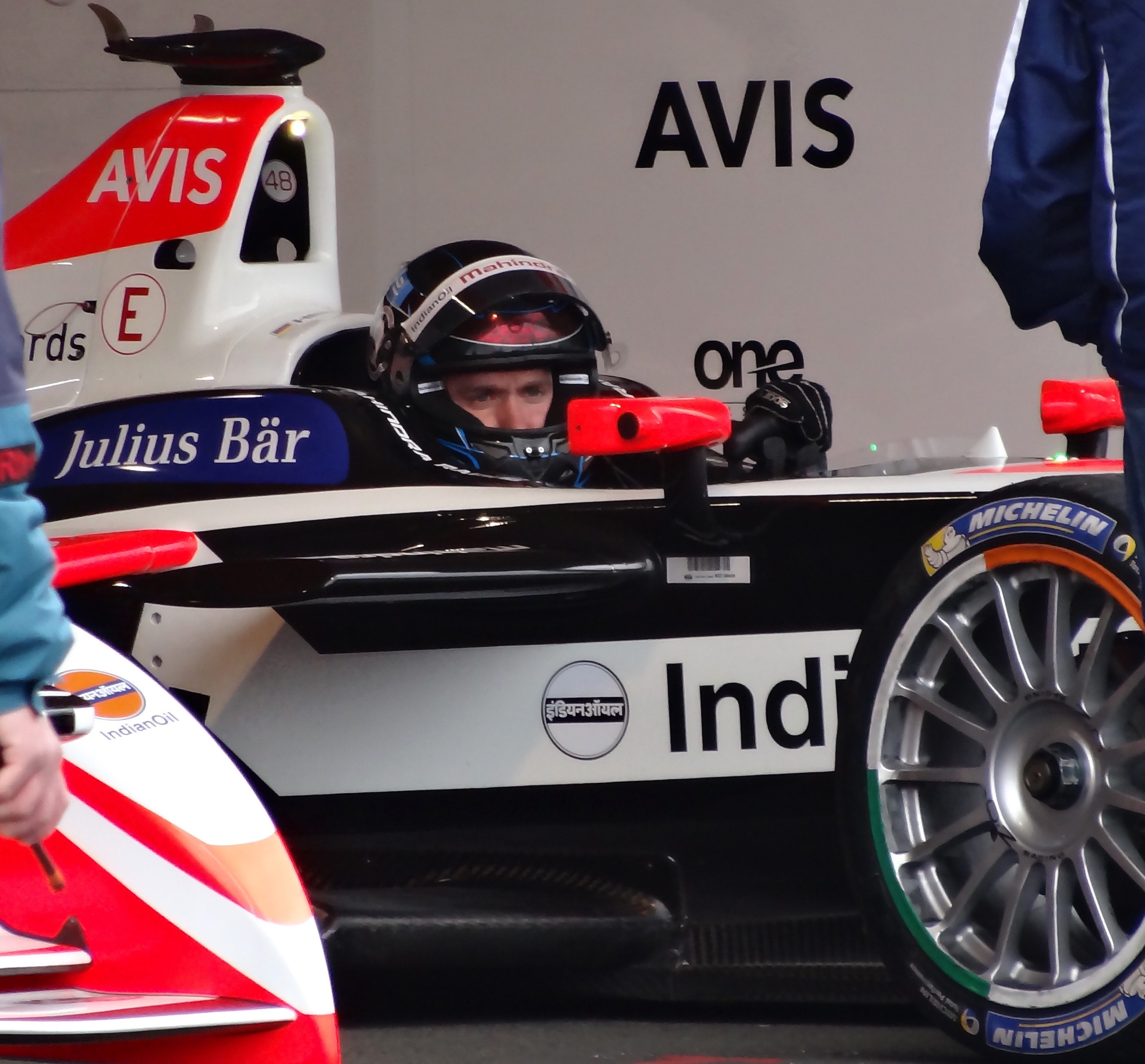
Heidfeld chez Mahindra.

En discussion avec plusieurs équipes du plateau de Formule pour la saison 2015-2016, il arrête les discussions pour une deuxième saison avec Venturi. Juste avant les essais de pré-saison, il signe avec Mahindra Racing, huitième de la saison précédente, et a pour coéquipier Bruno Senna, déjà dans l'équipe la saison précédente, remplaçant ainsi l'Indien Karun Chandhok. Lors des essais de pré-saison, Mahindra et Heidfeld se montrent comme de potentiels outsiders pour le championnat, se montrant quelquefois aux avant-postes sur le tracé de Donington Park. Il confirme ce potentiel lors du premier ePrix de la saison à Pékin, terminé à la troisième position.

### Style et personnalité
Notamment lors de ses débuts, Nick Heidfeld se fait remarquer par son type de pilote perfectionniste, méthodique, analysant chaque détail de la voiture, venant notamment de ses nombreux essais avec McLaren entre 1998 et 1999, faisant penser sur certains angles à Niki Lauda. Selon certains observateurs, le pilote allemand est le pilote le plus « discret » de la Formule 1. Il s'est ainsi bâti une réputation de calculateur, avec une approche cohérente du pilotage. Toutefois, beaucoup d'écuries négligent les capacités d'Heidfeld, qui peut manquer de caractère selon certains ; ainsi, certains critiquent sa « conduite terne », par rapport à l'agressivité de pilotes comme Lewis Hamilton ou Robert Kubica. Ainsi, selon eux, le pilote allemand n'arrive pas à décrocher une victoire en Formule 1 à cause de son incapacité à aller au-delà de la limite, et d'être trop conservateur et calculateur.

## Vie privée
Nick Heidfeld réside en Suisse avec sa compagne Patricia avec laquelle il a eu trois enfants : Juni, née en juillet 2005, Joda, né en juillet 2007 et Justus, né en août 2010. Le frère de Nick, Sven Heidfeld, est également pilote automobile.

## Résultats en compétition automobile

### Palmarès
- Vainqueur de la Ligue de Rhénanie-du-Nord-Westphalie (karting) en 1988
- Vainqueur de la catégorie 1 600 cm3 en Formule Ford allemande en 1994
- Vainqueur de la catégorie 1 800 cm3 en Formule Ford allemande en 1995
- Vice-champion de la Formule Ford allemande en 1995
- Vainqueur du Grand Prix de Monaco de Formule 3 en 1997
- Champion d'Allemagne de Formule 3 en 1997
- Vice-champion intercontinental de Formule 3000 en 1998
- Champion intercontinental de Formule 3000 en 1999
- Vice-champion des American Le Mans Series en 2013
- Vainqueur du Trophée Pilotes Teams Privés LMP1 en 2014

### Résultats en formules de promotion
| Saison | Compétition                          | Équipe                  | Classement |
| ------ | ------------------------------------ | ----------------------- | ---------- |
| 1990   | Ligue de Rhénanie-du-Nord-Westphalie | Club de Kerpen-Mannheim | Vainqueur  |
| 1991   | Trophée ADAC                         | ADAC Junior             | 3e         |
| 1992   | Championnat d'Allemagne junior       | ADAC Junior             | 5e         |
| 1993   | Championnat du monde                 | ADAC Junior             | -          |

| Saison | Compétition                                       | Équipe                     | Courses            | Victoires          | Pole positions     | Podiums            | Meilleurs tours    | Points inscrits    | Classement         |
| ------ | ------------------------------------------------- | -------------------------- | ------------------ | ------------------ | ------------------ | ------------------ | ------------------ | ------------------ | ------------------ |
| 1994   | Championnat d'Allemagne de Formule Ford 1 600 cm3 | Eifelland Racing           | 9                  | 8                  | ?                  | ?                  | ?                  | ?                  | Champion           |
| 1995   | Championnat d'Allemagne de Formule Ford 1 800 cm3 | ADAC Nordrhein Junior Team | ?                  | 4                  | ?                  | ?                  | ?                  | 346                | Champion           |
| 1995   | Championnat d'Allemagne de Formule Ford           | ADAC Nordrhein Junior Team | ?                  | 2                  | ?                  | ?                  | ?                  | 169                | 2e                 |
| 1996   | Grand Prix de Monaco de Formule 3                 | Opel Team BSR              | 21e                | 21e                | 21e                | 21e                | 21e                | 21e                | 21e                |
| 1996   | Grand Prix automobile de Macao                    | Opel Team BSR              | 6e (Pole position) | 6e (Pole position) | 6e (Pole position) | 6e (Pole position) | 6e (Pole position) | 6e (Pole position) | 6e (Pole position) |
| 1996   | Masters de Formule 3                              | Opel Team BSR              | 3e                 | 3e                 | 3e                 | 3e                 | 3e                 | 3e                 | 3e                 |
| 1996   | Championnat d'Allemagne de Formule 3              | Opel Team BSR              | 15                 | 3                  | 3                  | 6                  | 6                  | 138                | 3e                 |
| 1997   | 100 Miles d'Hockenheim                            | Opel Team BSR              | Vainqueur          | Vainqueur          | Vainqueur          | Vainqueur          | Vainqueur          | Vainqueur          | Vainqueur          |
| 1997   | Grand Prix de Monaco de Formule 3                 | Opel Team BSR              | Vainqueur          | Vainqueur          | Vainqueur          | Vainqueur          | Vainqueur          | Vainqueur          | Vainqueur          |
| 1997   | Masters de Formule 3                              | Opel Team BSR              | 7e                 | 7e                 | 7e                 | 7e                 | 7e                 | 7e                 | 7e                 |
| 1997   | Championnat d'Allemagne de Formule 3              | Opel Team BSR              | 18                 | 5                  | 5                  | 11                 | 7                  | 224                | Champion           |
| 1998   | Championnat intercontinental de Formule 3000      | McLaren Junior Team        | 12                 | 3                  | 2                  | 7                  | 3                  | 58                 | 2e                 |
| 1998   | Formule 1                                         | McLaren Racing             | Pilote d'essais    | Pilote d'essais    | Pilote d'essais    | Pilote d'essais    | Pilote d'essais    | Pilote d'essais    | Pilote d'essais    |
| 1999   | Championnat intercontinental de Formule 3000      | McLaren Junior Team (West) | 10                 | 4                  | 4                  | 7                  | 6                  | 58                 | Champion           |
| 1999   | Formule 1                                         | McLaren Racing             | Pilote d'essais    | Pilote d'essais    | Pilote d'essais    | Pilote d'essais    | Pilote d'essais    | Pilote d'essais    | Pilote d'essais    |
| 1999   | Formule 1                                         | Prost Grand Prix           | Pilote d'essais    | Pilote d'essais    | Pilote d'essais    | Pilote d'essais    | Pilote d'essais    | Pilote d'essais    | Pilote d'essais    |

### Résultats en Championnat du monde de Formule 1
- 12 saisons en Formule 1.
- 183 départs en Grand Prix
- 259 points marqués.
- 1 pole position.
- 2 départs en première ligne.
- 8 deuxièmes places en Grand Prix.

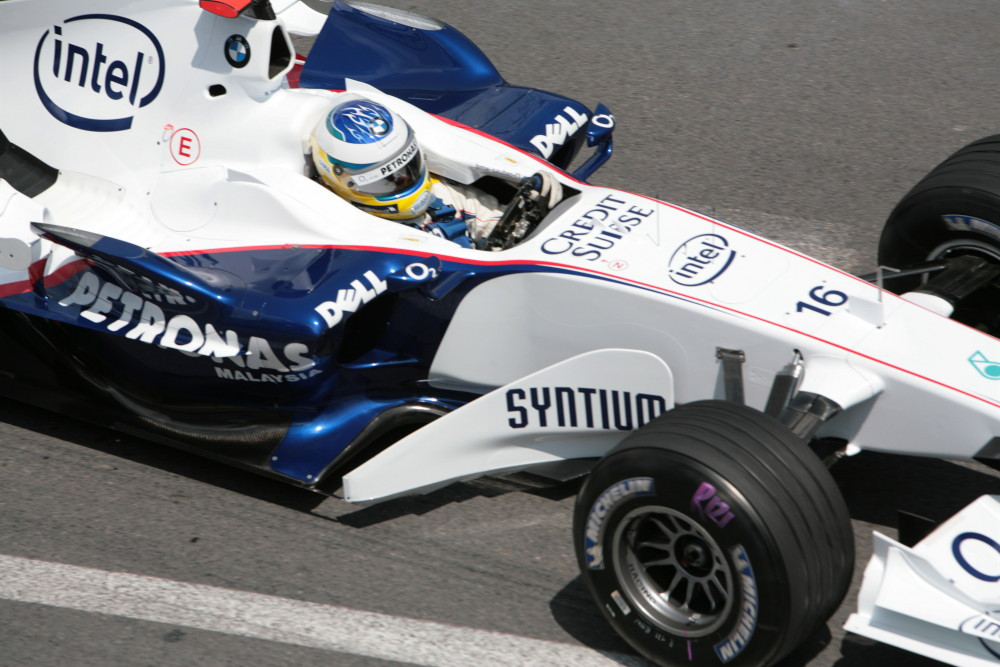
Nick Heidfeld au volant de la BMW Sauber F1.06 lors d'une séance d'essais libres du GP de Monaco 2006.

- 5 troisièmes places en Grand Prix.
- 13 podiums.
- 2 meilleurs tours.
- 25 tours en tête.
- 48 abandons.
- Débuts en Formule 1 : le 12 mars 2000 au Grand Prix d'Australie à Melbourne (9e).

| Saison | Écurie                   | Châssis | Moteur       | Pneus       | GP disputés | Victoires | Pole positions | Meilleurs tours | Podiums | Abandons | Points inscrits | Classement |
| ------ | ------------------------ | ------- | ------------ | ----------- | ----------- | --------- | -------------- | --------------- | ------- | -------- | --------------- | ---------- |
| 2000   | Gauloises Prost Peugeot  | AP03    | Peugeot V10  | Bridgestone | 17          | 0         | 0              | 0               | 0       | 11       | 0               | 20e        |
| 2001   | Red Bull Sauber Petronas | C20     | Petronas V10 | Bridgestone | 17          | 0         | 0              | 0               | 1       | 6        | 12              | 8e         |
| 2002   | Sauber Petronas          | C21     | Petronas V10 | Bridgestone | 17          | 0         | 0              | 0               | 0       | 3        | 7               | 10e        |
| 2003   | Sauber Petronas          | C22     | Petronas V10 | Bridgestone | 16          | 0         | 0              | 0               | 0       | 4        | 6               | 14e        |
| 2004   | Jordan Ford              | EJ14    | Ford V10     | Bridgestone | 18          | 0         | 0              | 0               | 0       | 7        | 3               | 18e        |
| 2005   | BMW Williams F1 Team     | FW27    | BMW V10      | Michelin    | 15          | 0         | 1              | 0               | 3       | 5        | 27              | 11e        |
| 2006   | BMW Sauber F1 Team       | F1.06   | BMW V8       | Michelin    | 18          | 0         | 0              | 0               | 1       | 4        | 23              | 9e         |
| 2007   | BMW Sauber F1 Team       | F1.07   | BMW V8       | Bridgestone | 17          | 0         | 0              | 0               | 2       | 3        | 61              | 5e         |
| 2008   | BMW Sauber F1 Team       | F1.08   | BMW V8       | Bridgestone | 18          | 0         | 0              | 2               | 4       | 0        | 60              | 6e         |
| 2009   | BMW Sauber F1 Team       | F1.09   | BMW V8       | Bridgestone | 17          | 0         | 0              | 0               | 1       | 2        | 19              | 13e        |
| 2010   | BMW Sauber F1 Team       | C29     | Ferrari V8   | Bridgestone | 5           | 0         | 0              | 0               | 0       | 1        | 6               | 18e        |
| 2011   | Lotus Renault GP         | R31     | Renault V8   | Pirelli     | 11          | 0         | 0              | 0               | 1       | 3        | 34              | 11e        |

### Résultats aux 24 Heures du Mans
| Saison | Écurie           | Voiture                | Coéquipiers                        | Classe | Tours | Pos. | Class. Pos. |
| ------ | ---------------- | ---------------------- | ---------------------------------- | ------ | ----- | ---- | ----------- |
| 1999   | AMG-Mercedes     | Mercedes-Benz CLR      | Christophe Bouchut Peter Dumbreck  | LMGTP  | 75    | 39e  | 6e          |
| 2012   | Rebellion Racing | Lola B12/60-Toyota     | Nicolas Prost Neel Jani            | LMP1   | 367   | 4e   | 4e          |
| 2013   | Rebellion Racing | Lola B12/60-Toyota     | Nicolas Prost Neel Jani            | LMP1   | 275   | 39e  | 7e          |
| 2014   | Rebellion Racing | Rebellion R-One-Toyota | Nicolas Prost Mathias Beche        | LMP1-L | 360   | 4e   | Vainqueur   |
| 2015   | Rebellion Racing | Rebellion R-One-AER    | Nicolas Prost Mathias Beche        | LMP1   | 330   | 23e  | 10e         |
| 2016   | Rebellion Racing | Rebellion R-One-AER    | Nicolas Prost Nelson Angelo Piquet | LMP1   | 330   | 29e  | 6e          |

### Résultats en Championnat du monde d'endurance FIA
| Saison | Écurie           | Voiture         | Courses | Victoires | Pole positions | Meilleurs tours | Podiums | Points inscrits | Classement |
| ------ | ---------------- | --------------- | ------- | --------- | -------------- | --------------- | ------- | --------------- | ---------- |
| 2012   | Rebellion Racing | Lola B12/60     | 3       | 0         | 0              | 0               | 0       | 42,5            | 14e        |
| 2013   | Rebellion Racing | Lola B12/60     | 5       | 0         | 0              | 0               | 1       | 48              | 8e         |
| 2014   | Rebellion Racing | Rebellion R-One | 8       | 0         | 0              | 0               | 0       | 64,5            | 10e        |
| 2015   | Rebellion Racing | Rebellion R-One | 3       | 0         | 0              | 0               | 0       | 2               | 29e        |
| 2016   | Rebellion Racing | Rebellion R-One | 4       | 0         | 0              | 0               | 0       | 25,5            | 14e        |

### Résultats en Championnat de Formule E FIA
| Saison    | Écurie            | Châssis                  | Pneus    | ePrix disputés | Pole positions | Victoires | Podiums | Meilleurs tours | Points inscrits | Classement |
| --------- | ----------------- | ------------------------ | -------- | -------------- | -------------- | --------- | ------- | --------------- | --------------- | ---------- |
| 2014-2015 | Venturi Formula E | Spark-Renault SRT 01E    | Michelin | 11             | 0              | 0         | 1       | 0               | 31              | 12e        |
| 2015-2016 | Mahindra Racing   | Spark-Mahindra M2ELECTRO | Michelin | 9              | 0              | 0         | 1       | 1               | 53              | 10e        |
| 2016-2017 | Mahindra Racing   | Spark-Mahindra M3ELECTRO | Michelin | 12             | 0              | 0         | 5       | 0               | 88              | 7e         |
| 2017-2018 | Mahindra Racing   | Spark-Mahindra M4ELECTRO | Michelin | 12             | 0              | 0         | 1       | 0               | 42              | 11e        |